# Biserica evanghelică din Ideciu de Jos

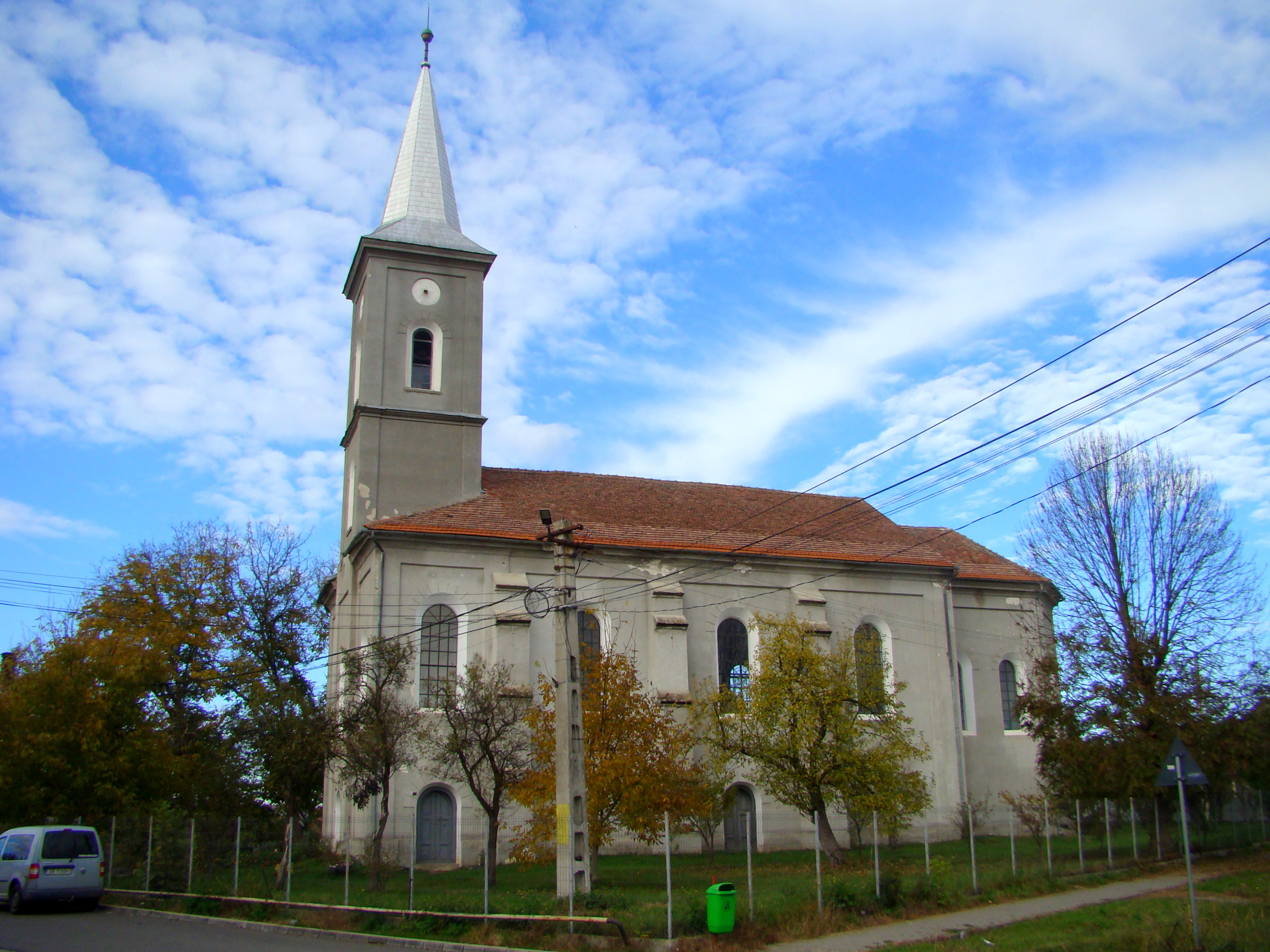
Biserica evanghelică din Ideciu de Jos (octombrie 2021)

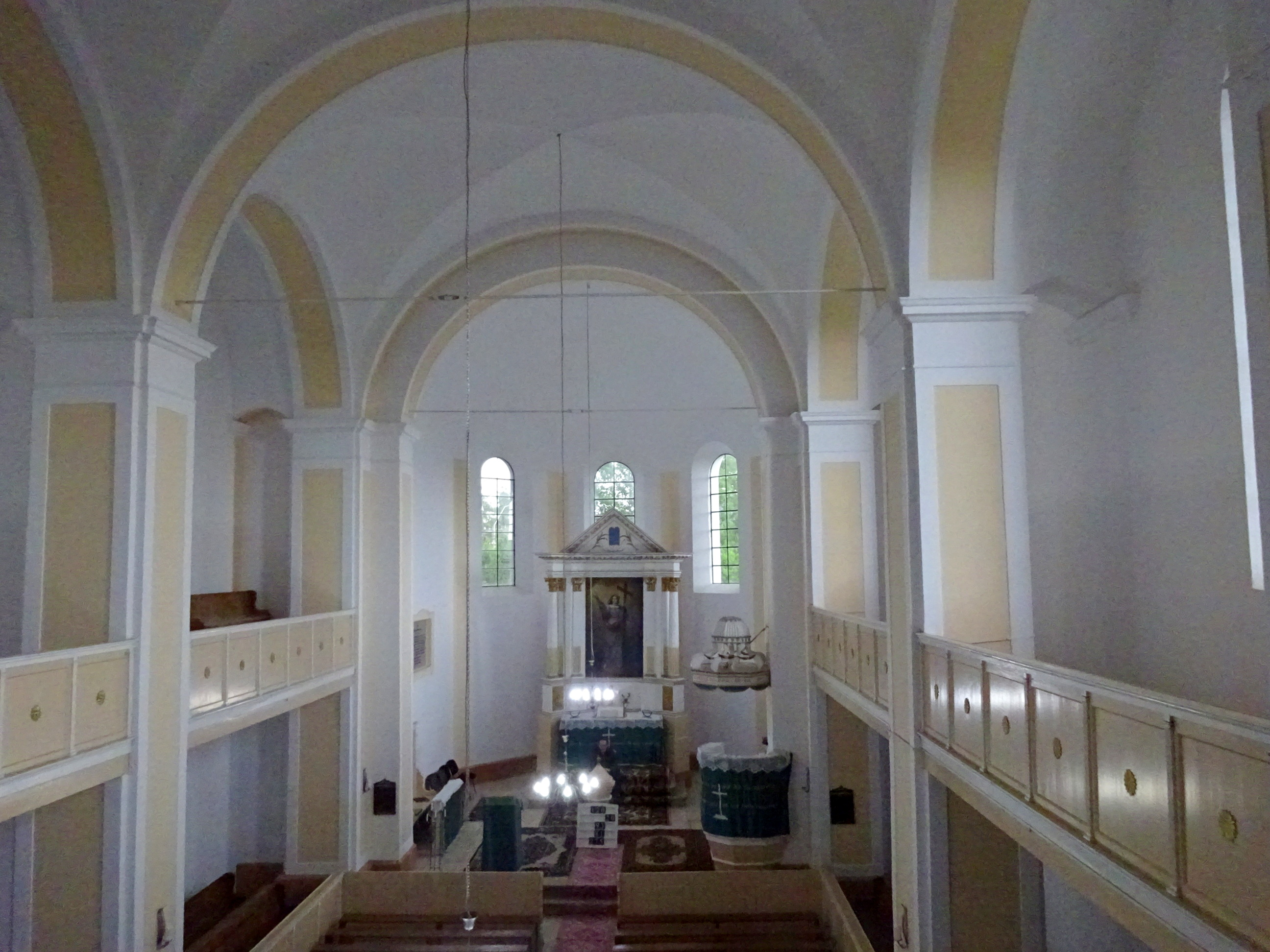
Nava spre altar

Biserica evanghelică  din Ideciu de Jos este un lăcaș de cult aflat pe teritoriul satului Ideciu de Jos, comuna Ideciu de Jos, județul Mureș. În forma sa actuală datează din a doua jumătate a secolului al XIX-lea. 

## Localitatea
Ideciu de Jos, mai demult Igișul din Jos (în maghiară Alsóidecs, în dialectul săsesc Aidesch, Nidder-Aidesch, în germană Niedereidisch, Nieder-Eidisch, Unter-Eidisch) este satul de reședință al comunei cu același nume din județul Mureș, Transilvania, România. Menționat pentru prima dată în anul 1319.

## Biserica
A fost inițial biserică catolică construită în secolul al XIII-lea. Preotul Simon este menționat în lista dijmelor papale din anul 1332. Credincioșii catolici au trecut la luteranism în timpul Reformei, împreună cu biserica. Distrusă de un incendiu, biserica a trebuit să fie reconstruită între anii 1868 și 1875. Turnul s-a prăbușit de două ori în timpul reconstrucției bisericii. Orga a fost construită de Samuel Binder și fiul său Friedrich în anul 1869. Restauratorul ei a fost meșterul Herman Binder din Sibiu și a fost inaugurată în 24.07.2022. Altarul și orga au fost aduse de la Biserica Spitalului din Sighișoara în secolul XIX. Este singura biserică luterană din zonă în care în tabloul altarului este reprezentată o femeie.

## Imagini din interior

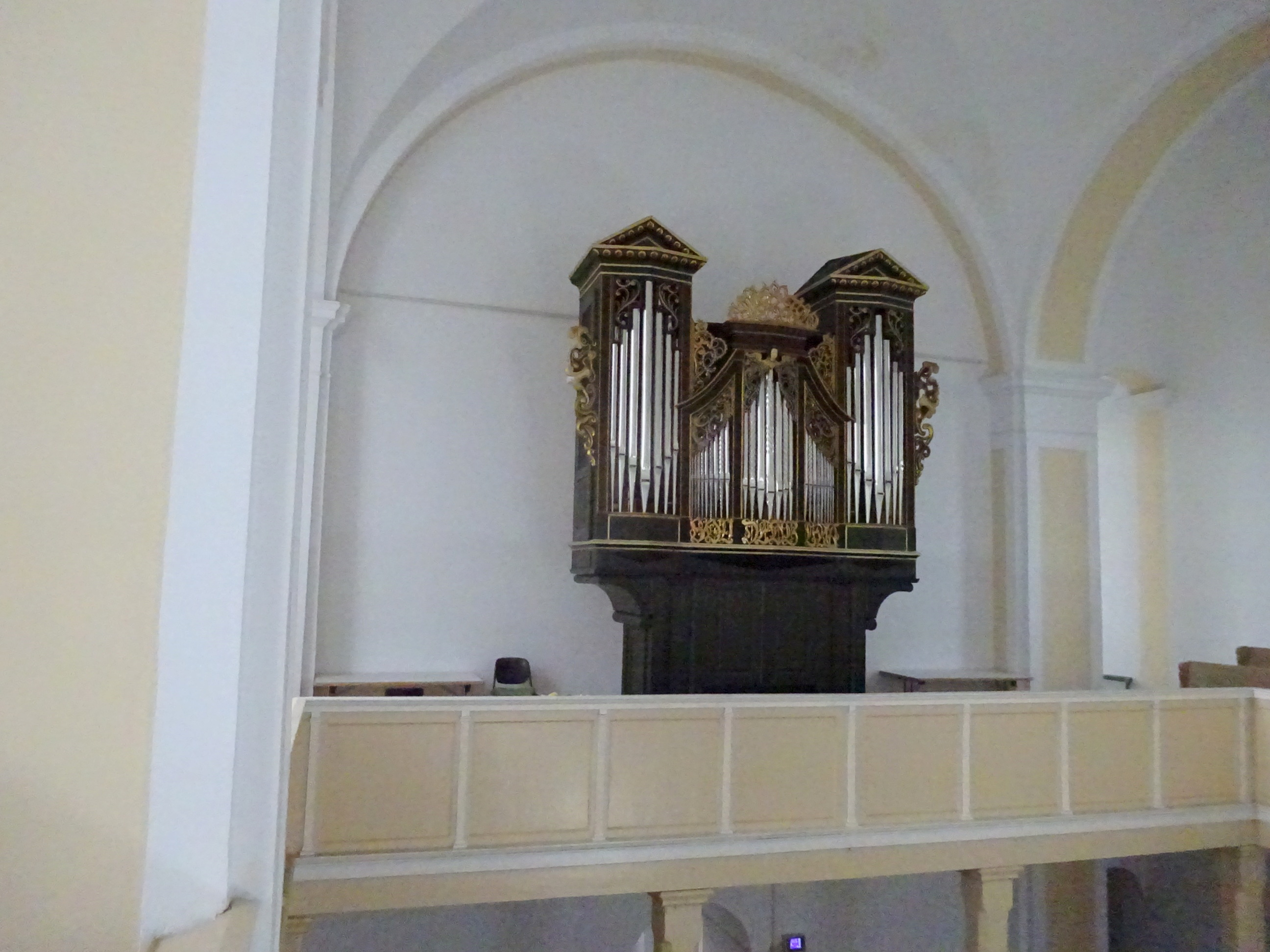
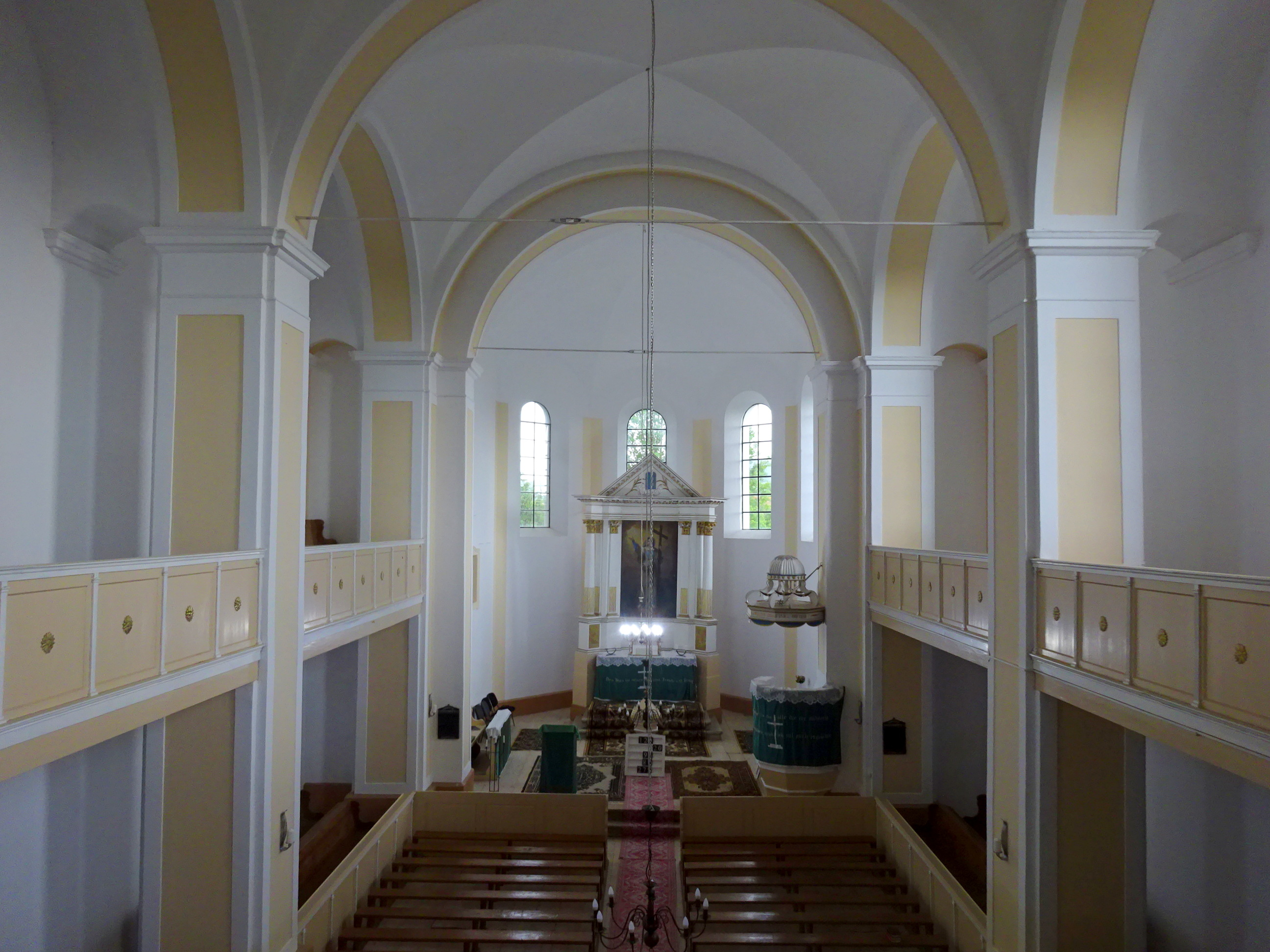
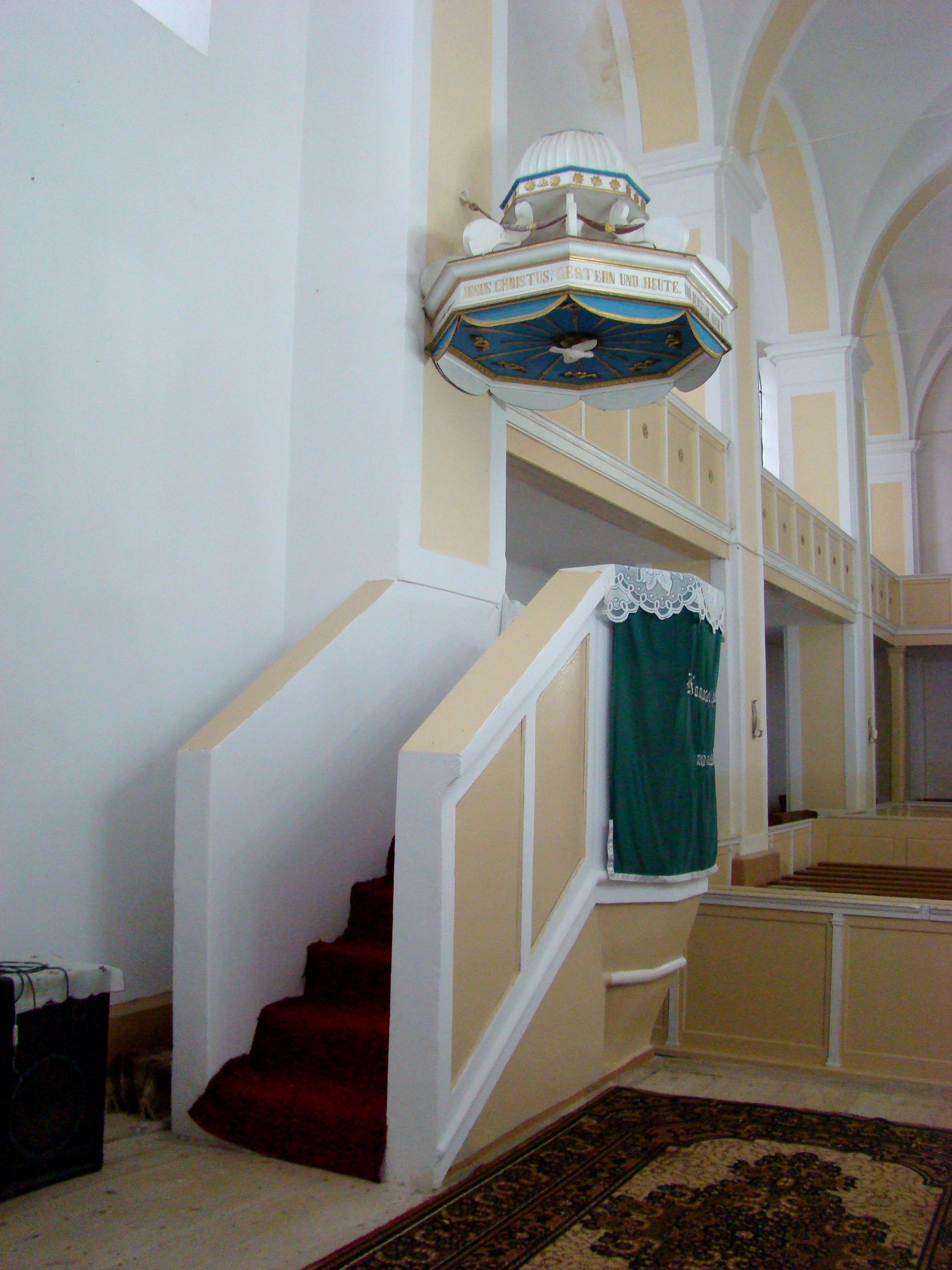
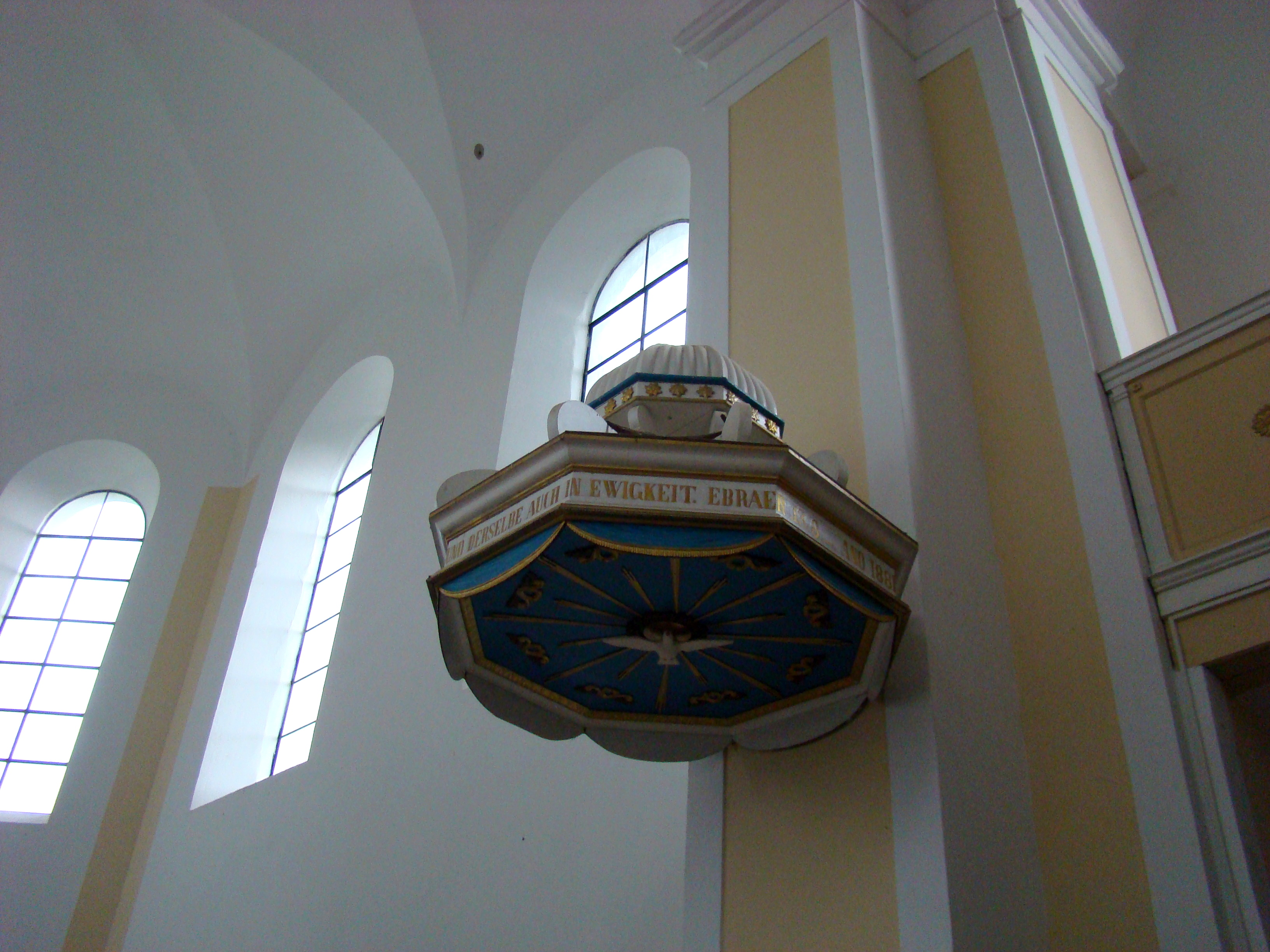
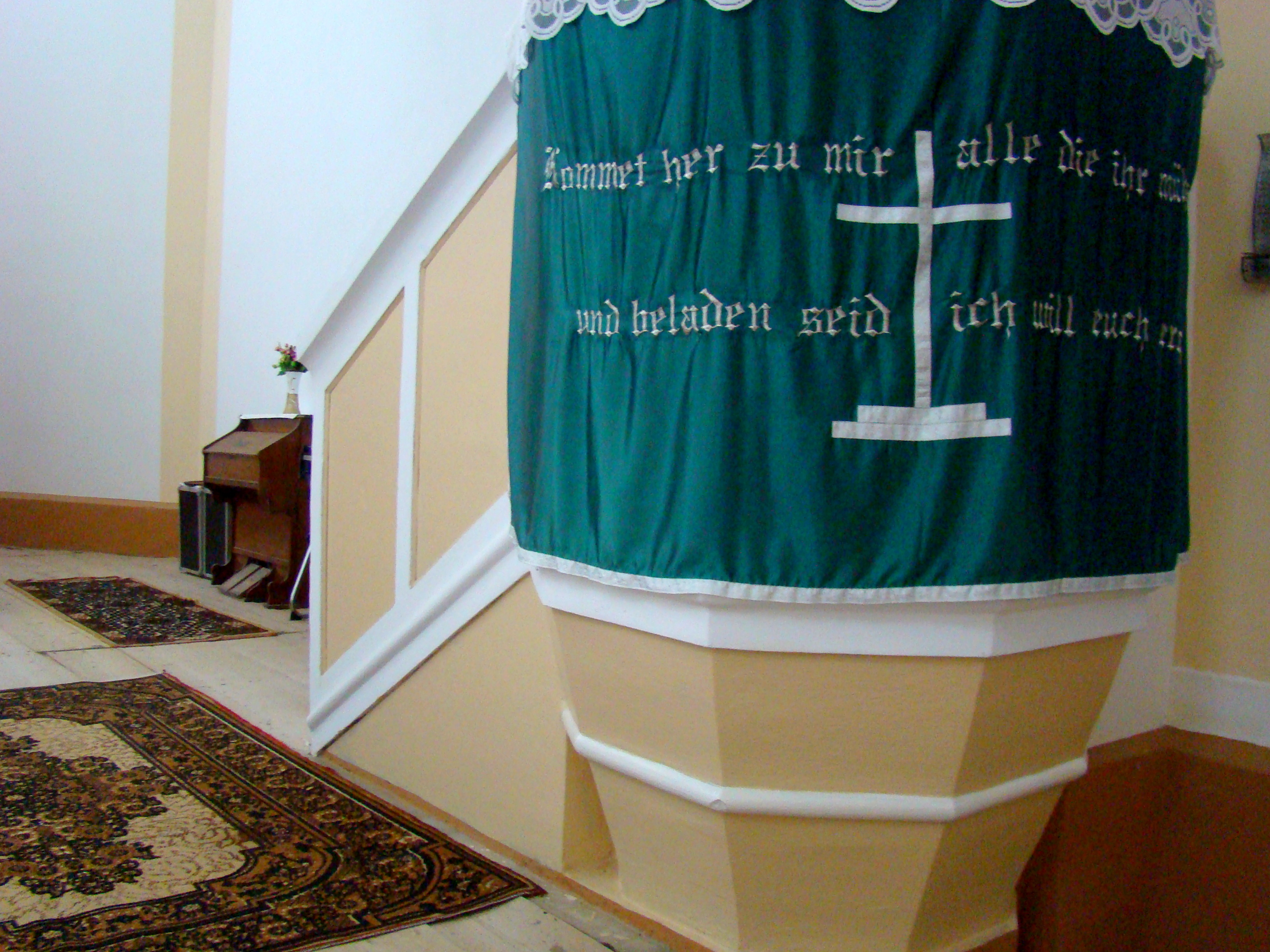
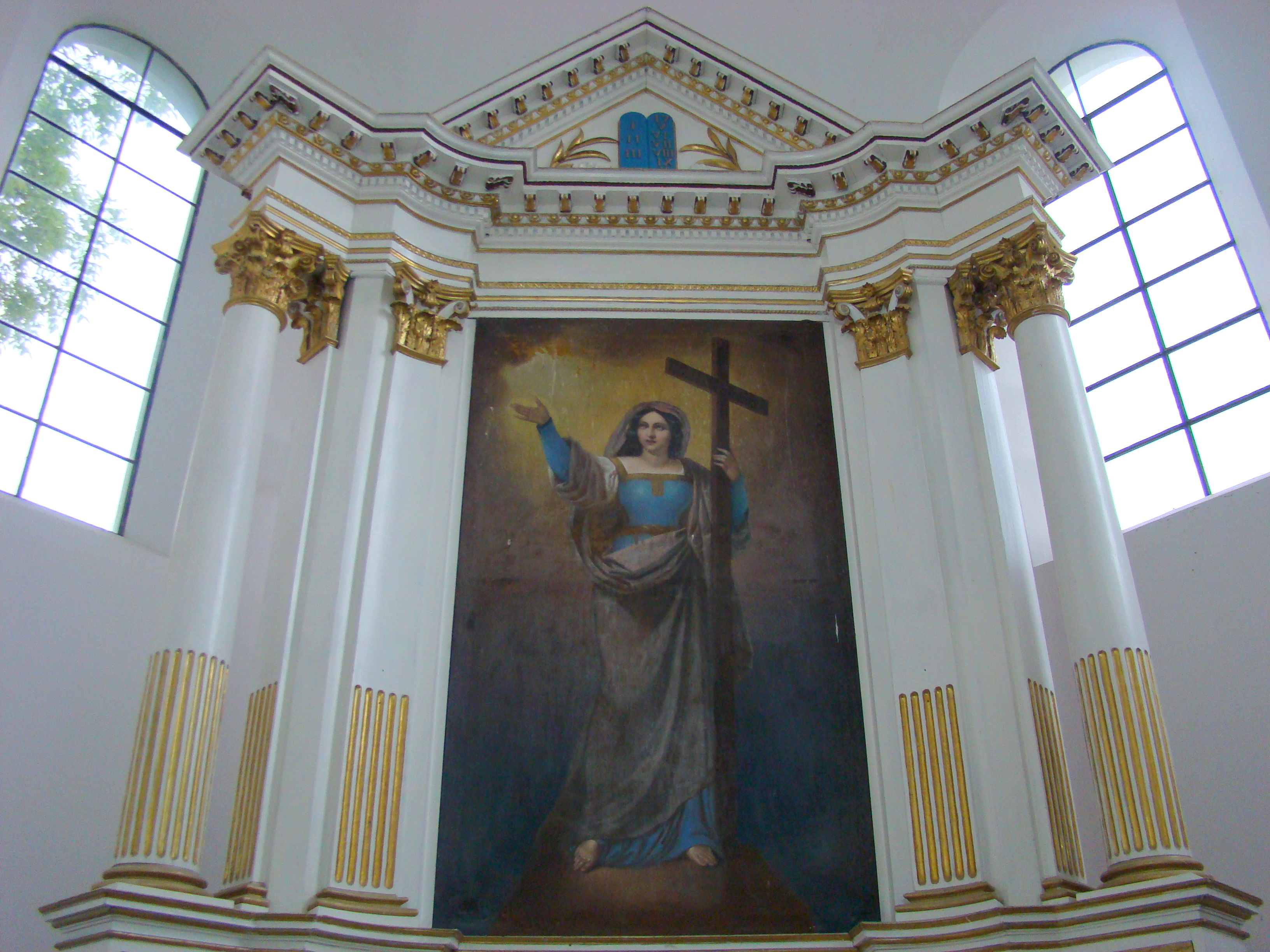
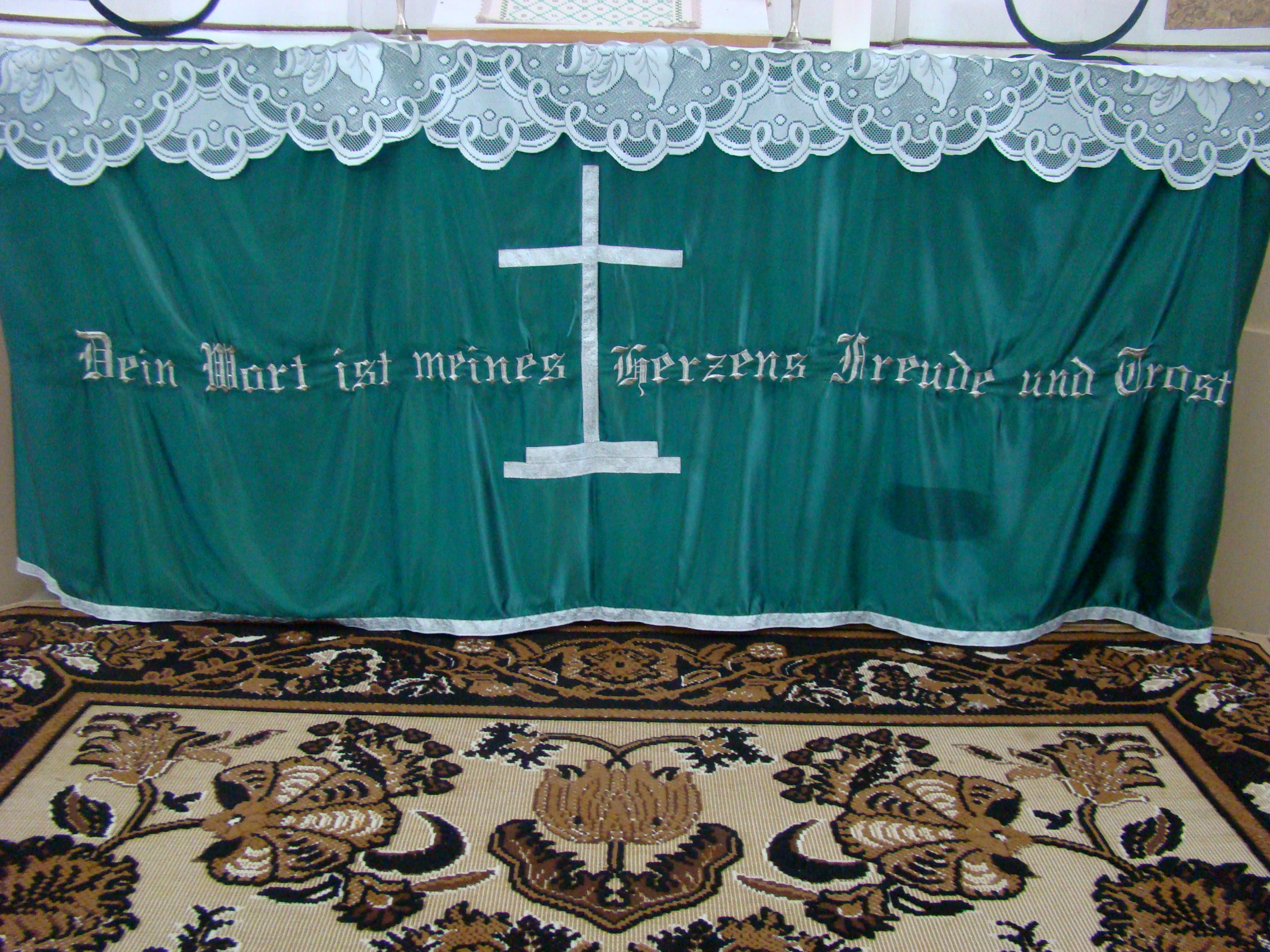
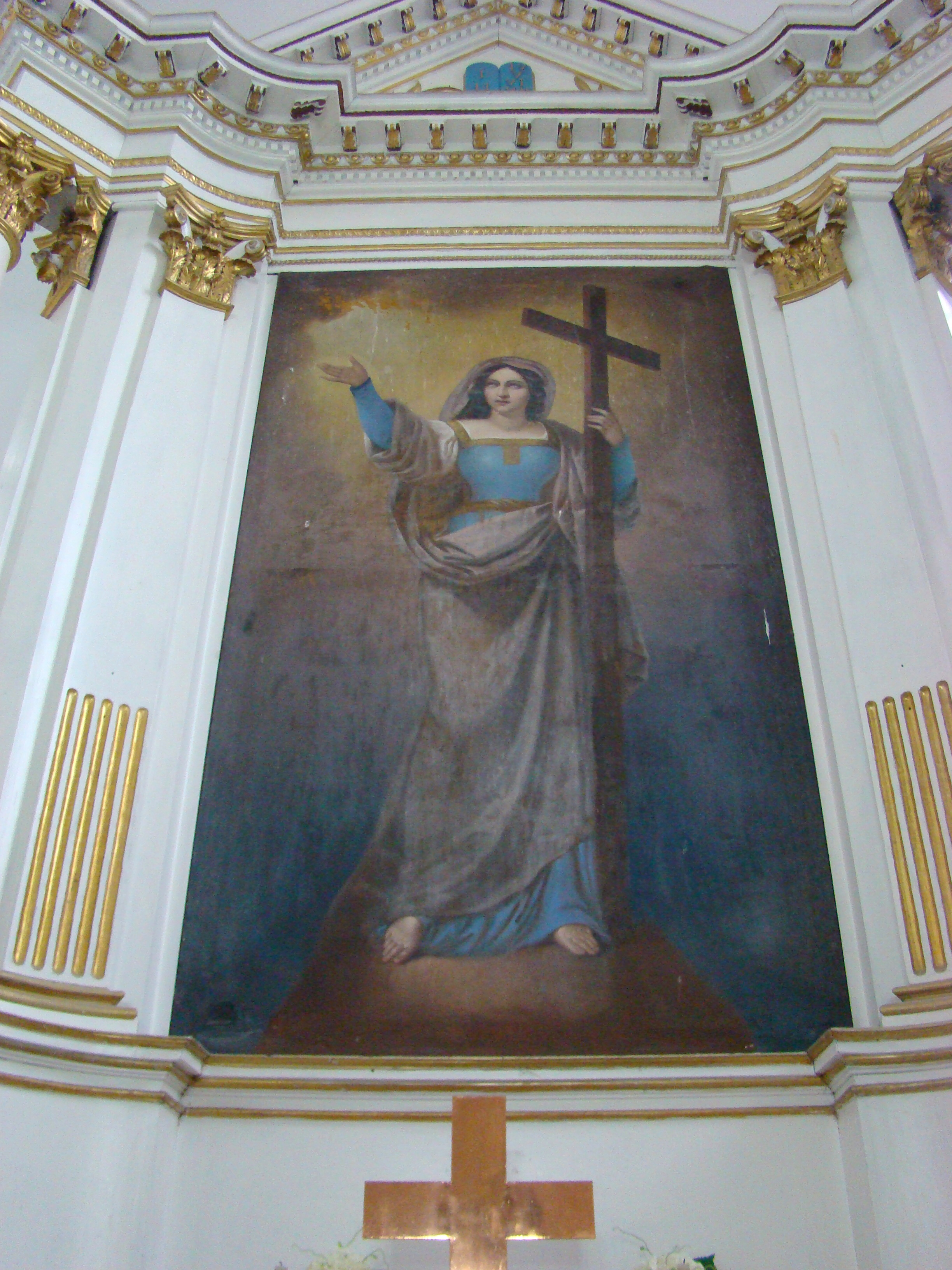
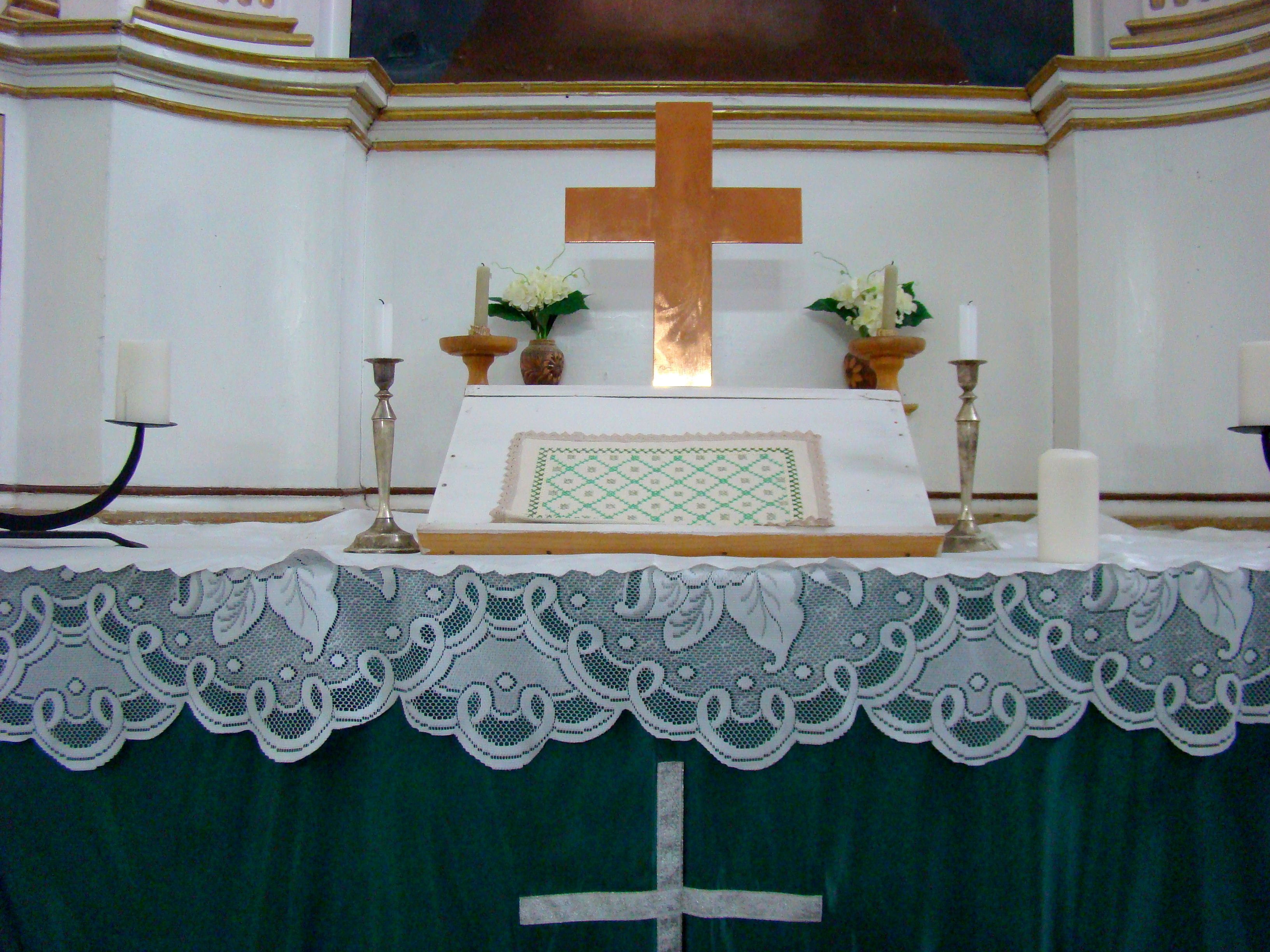
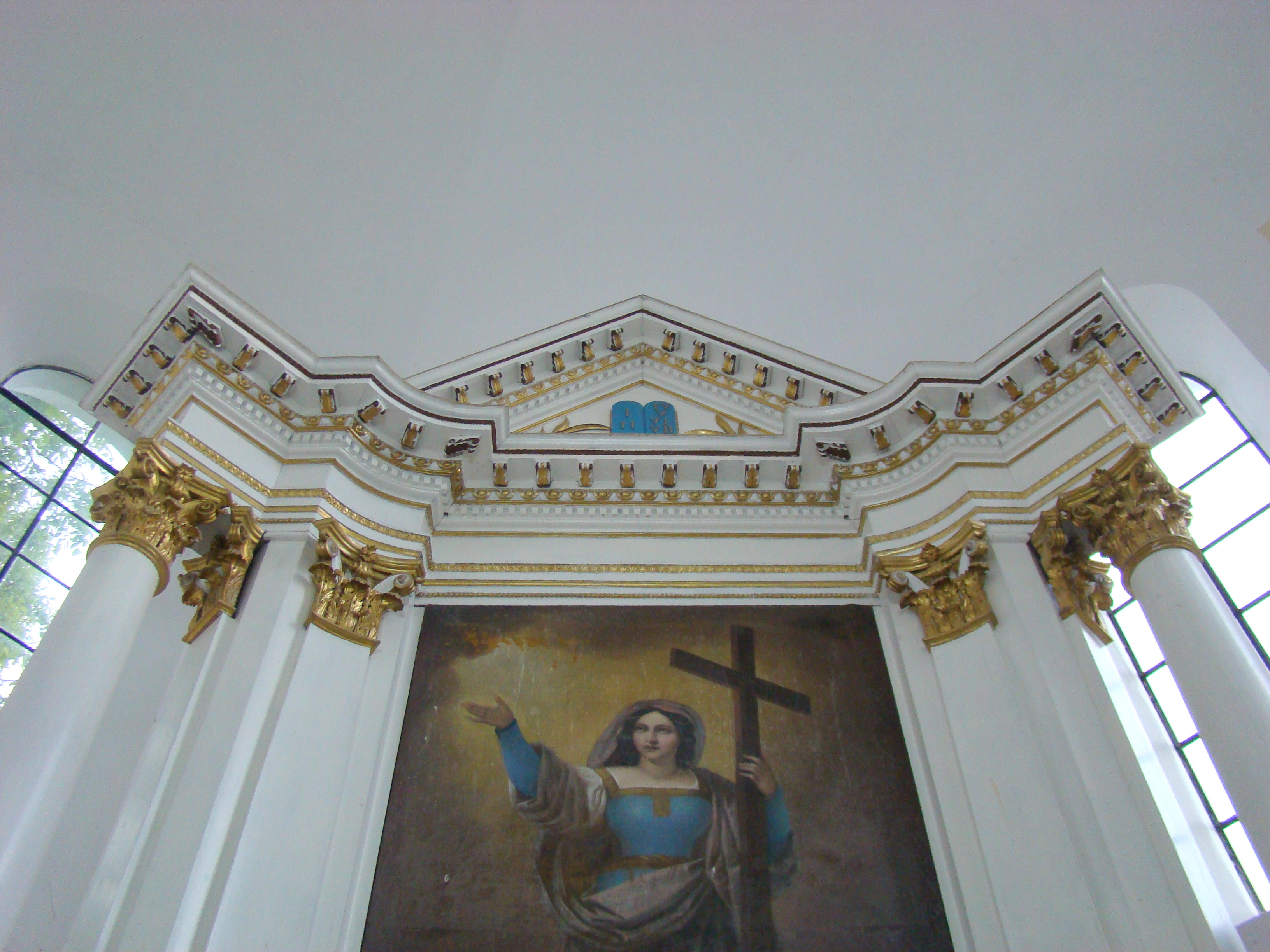
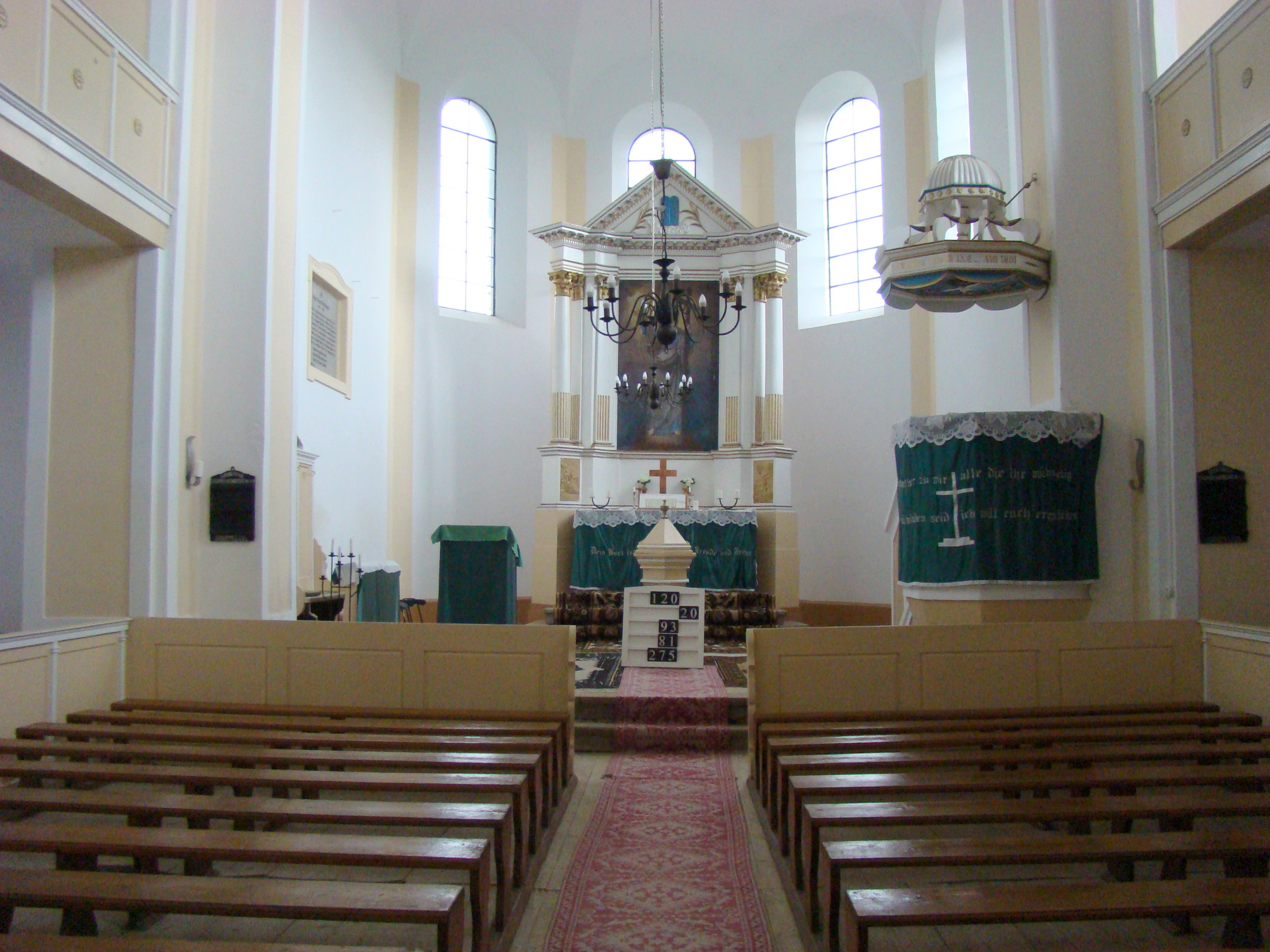
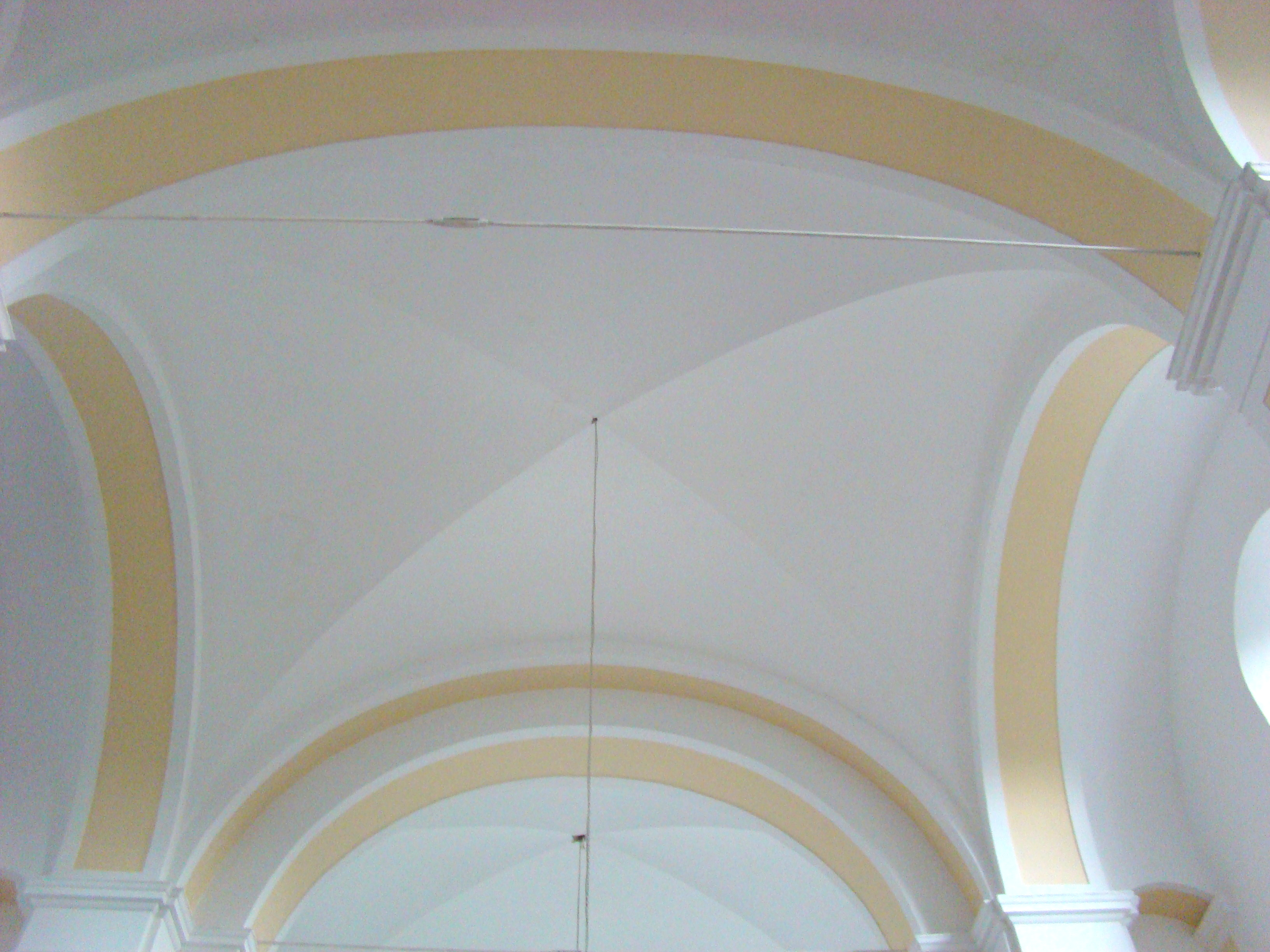
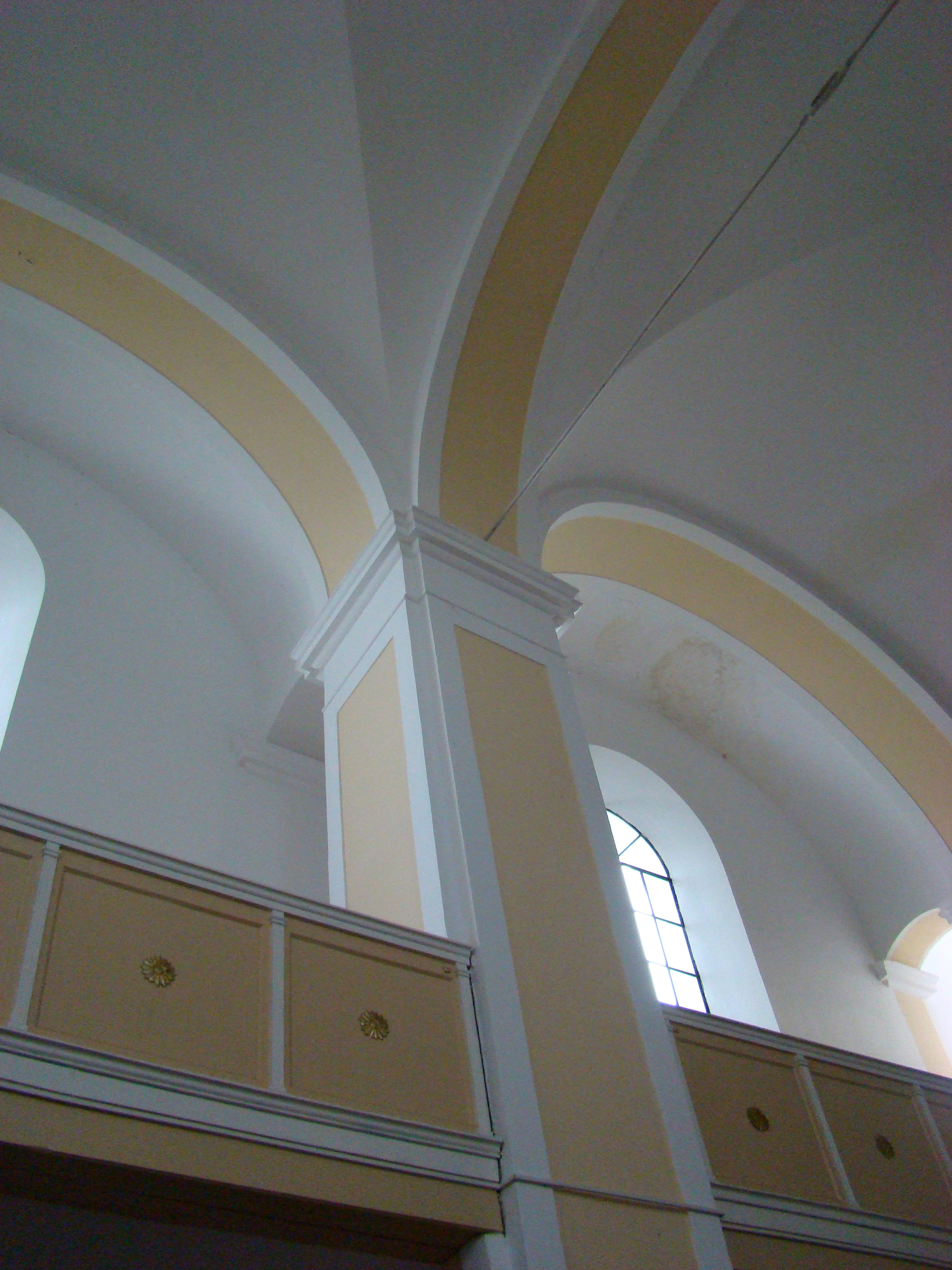
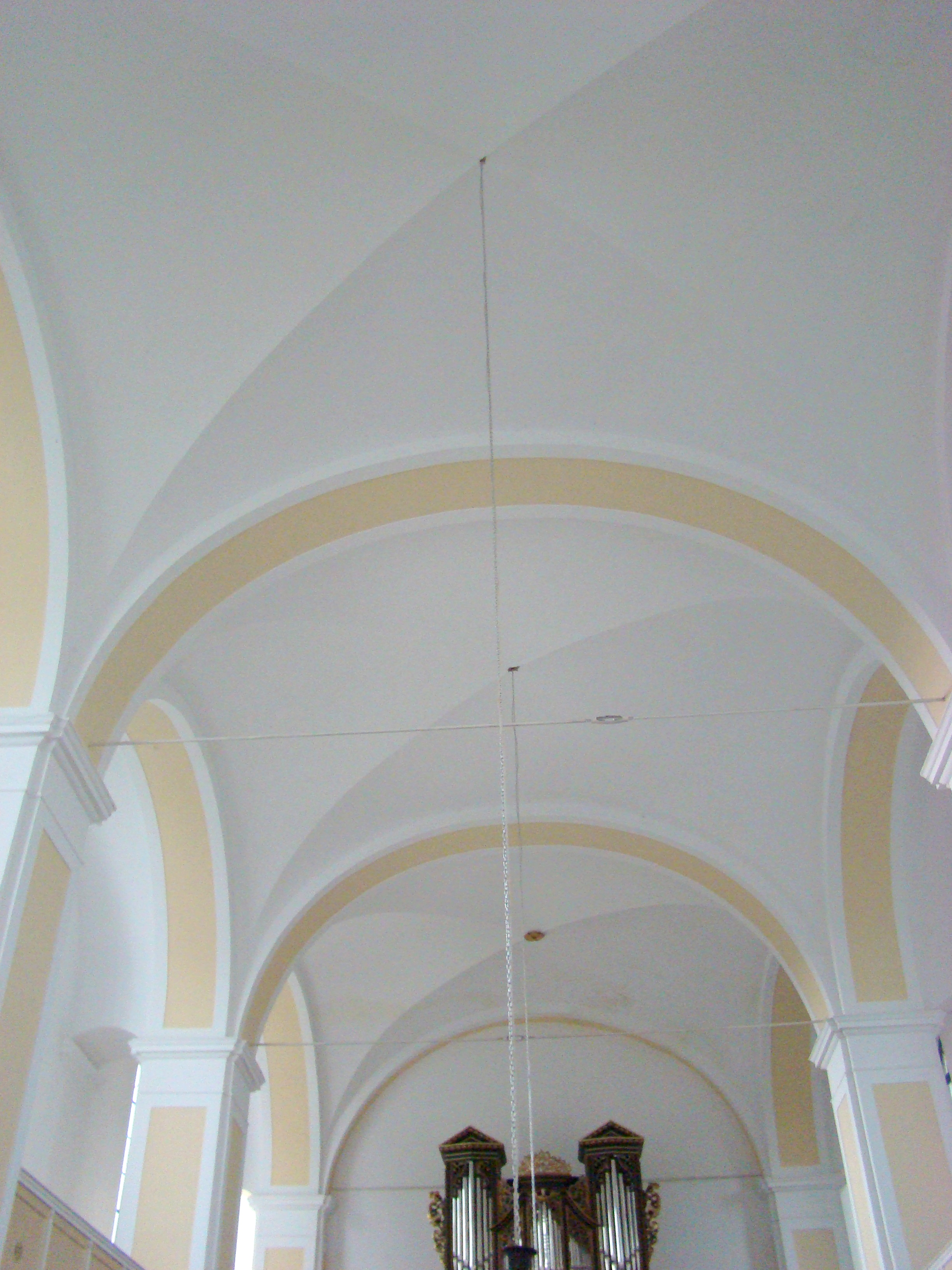
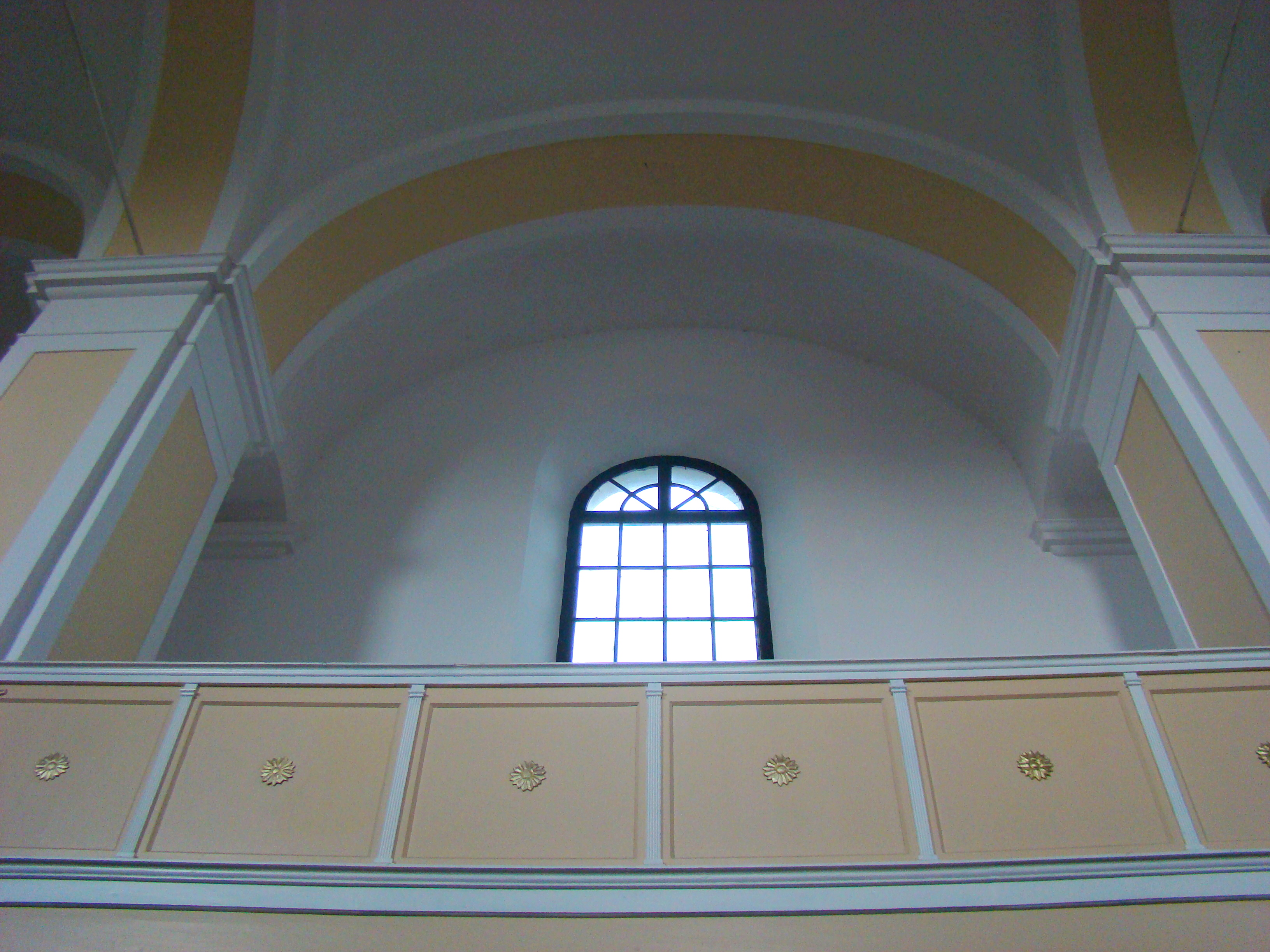
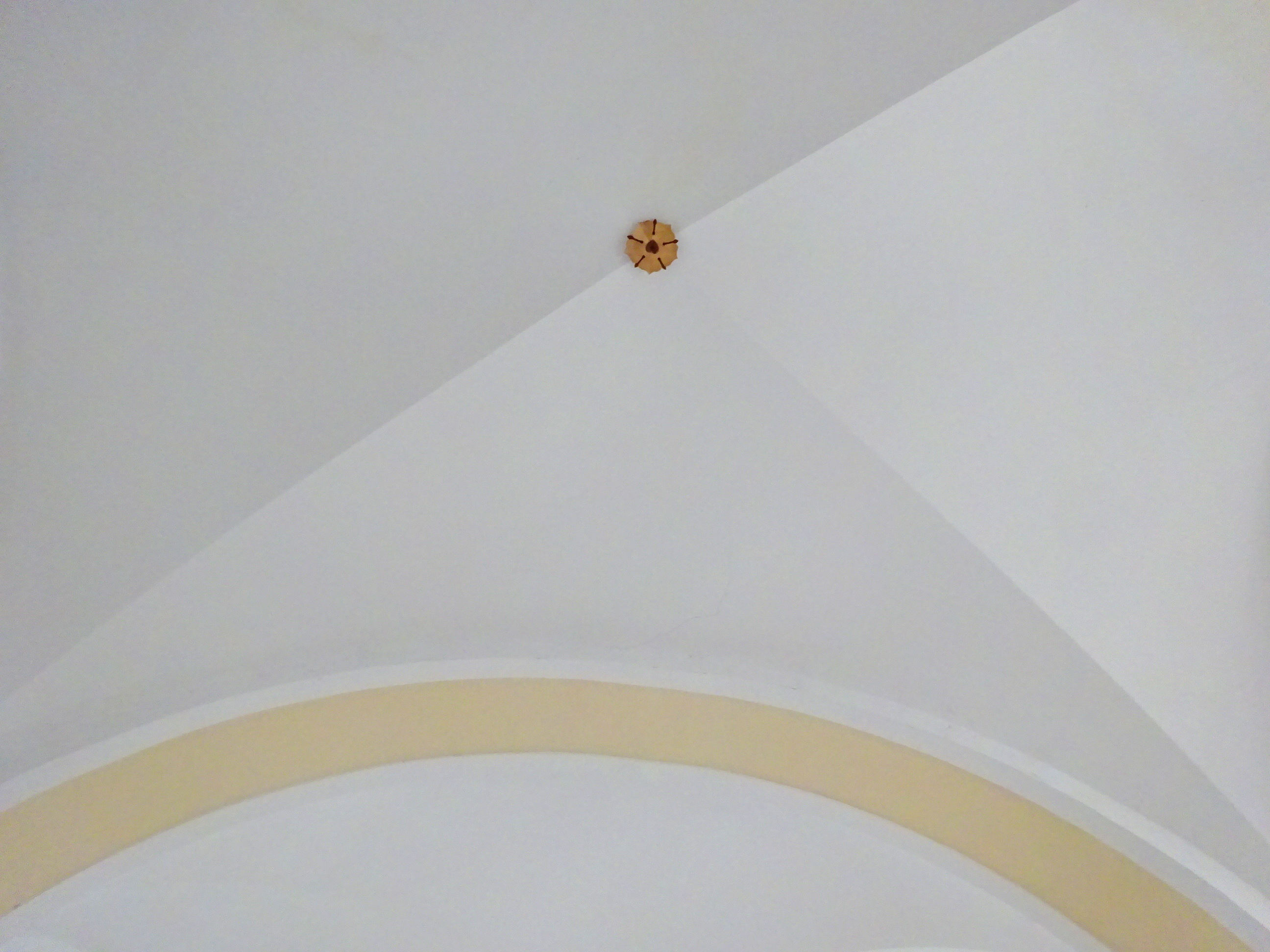
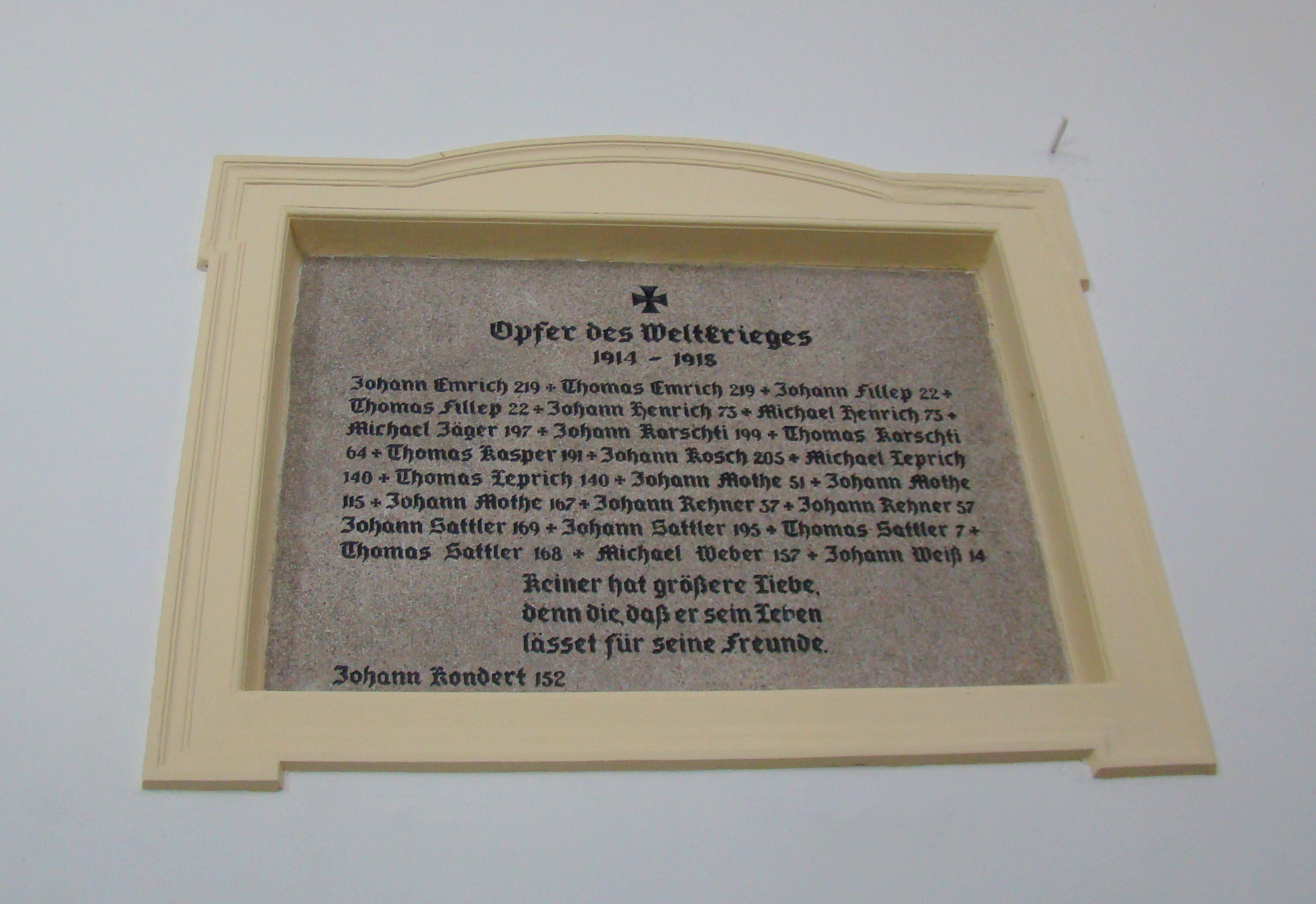
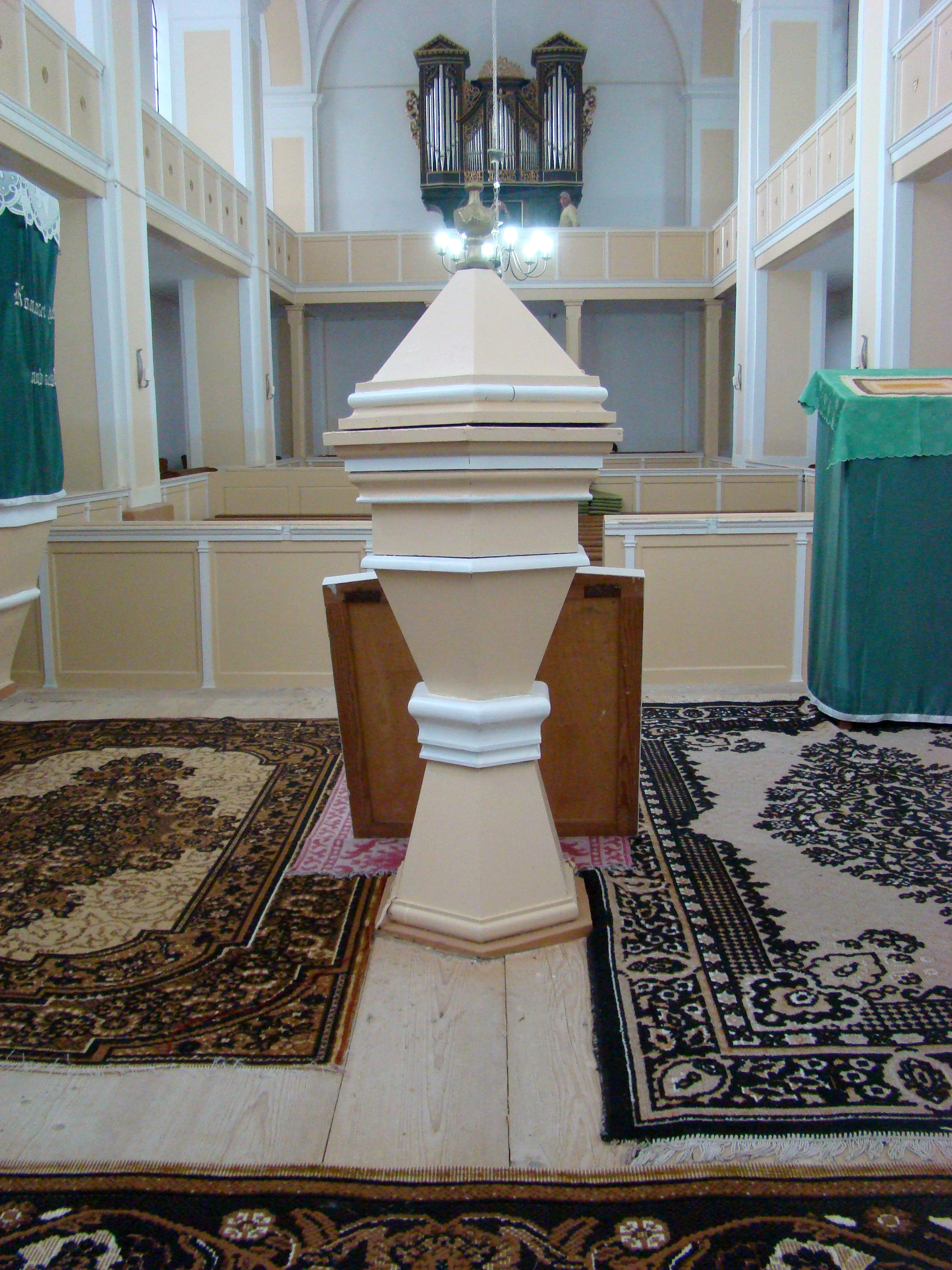
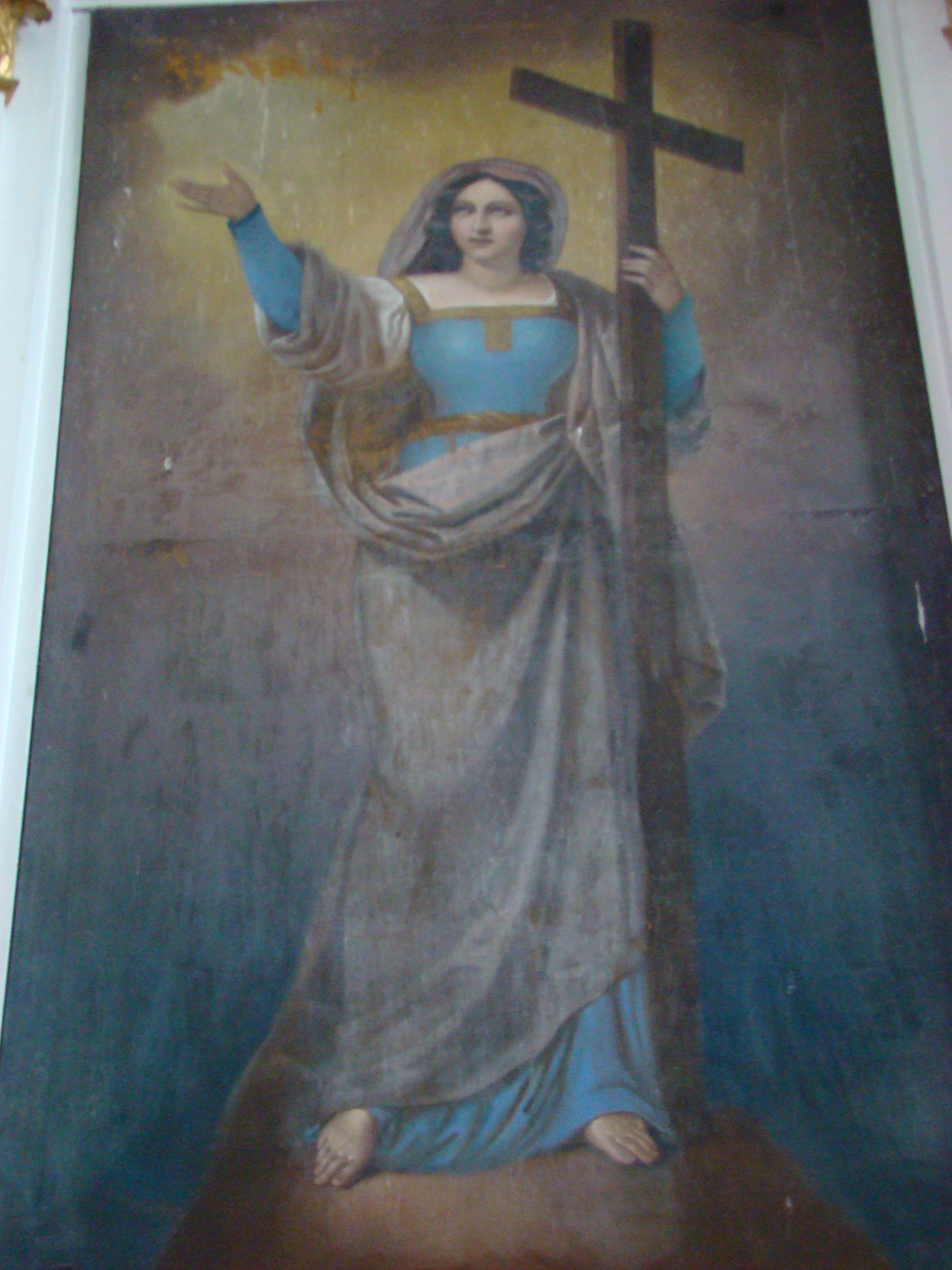
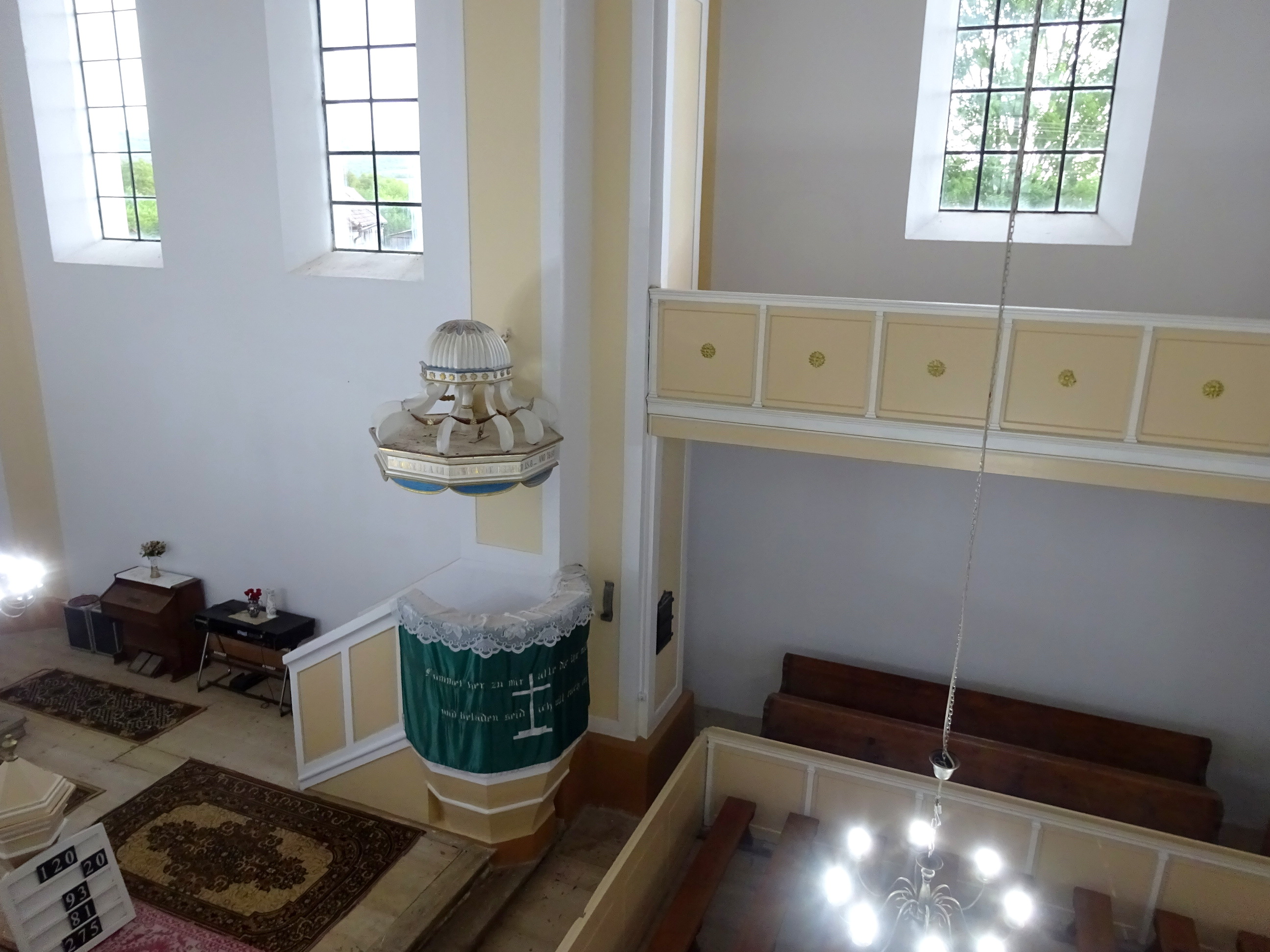
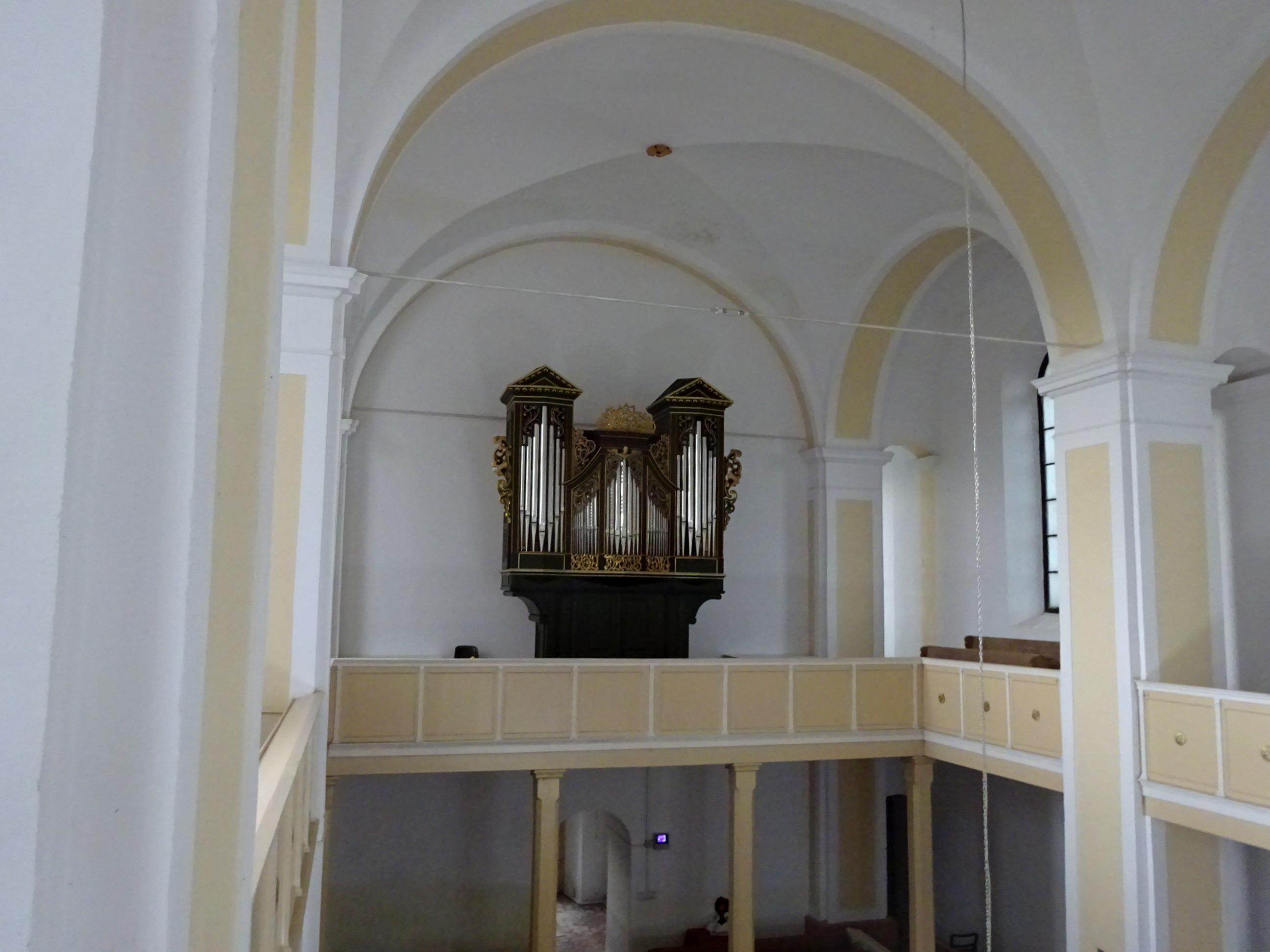
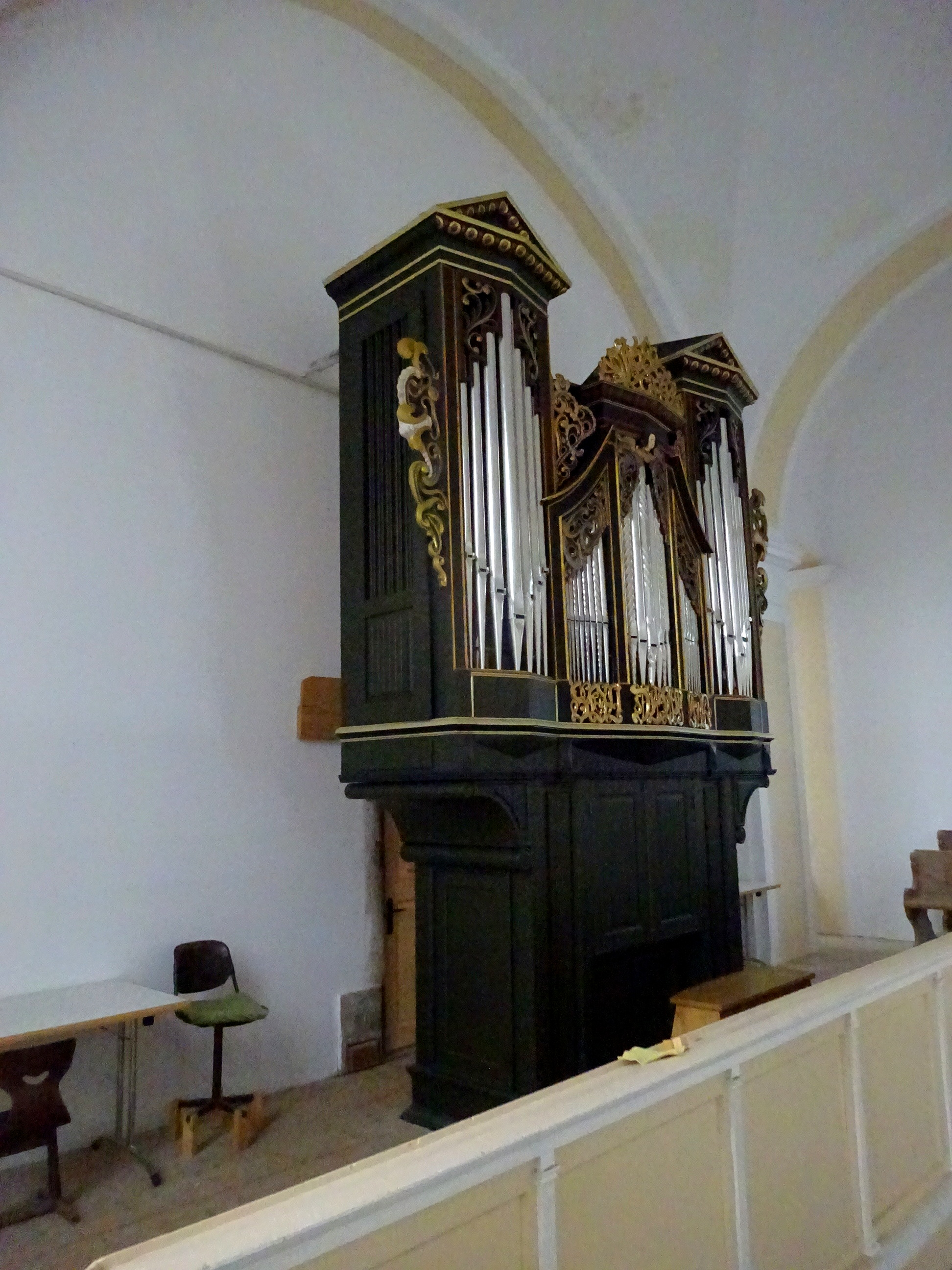
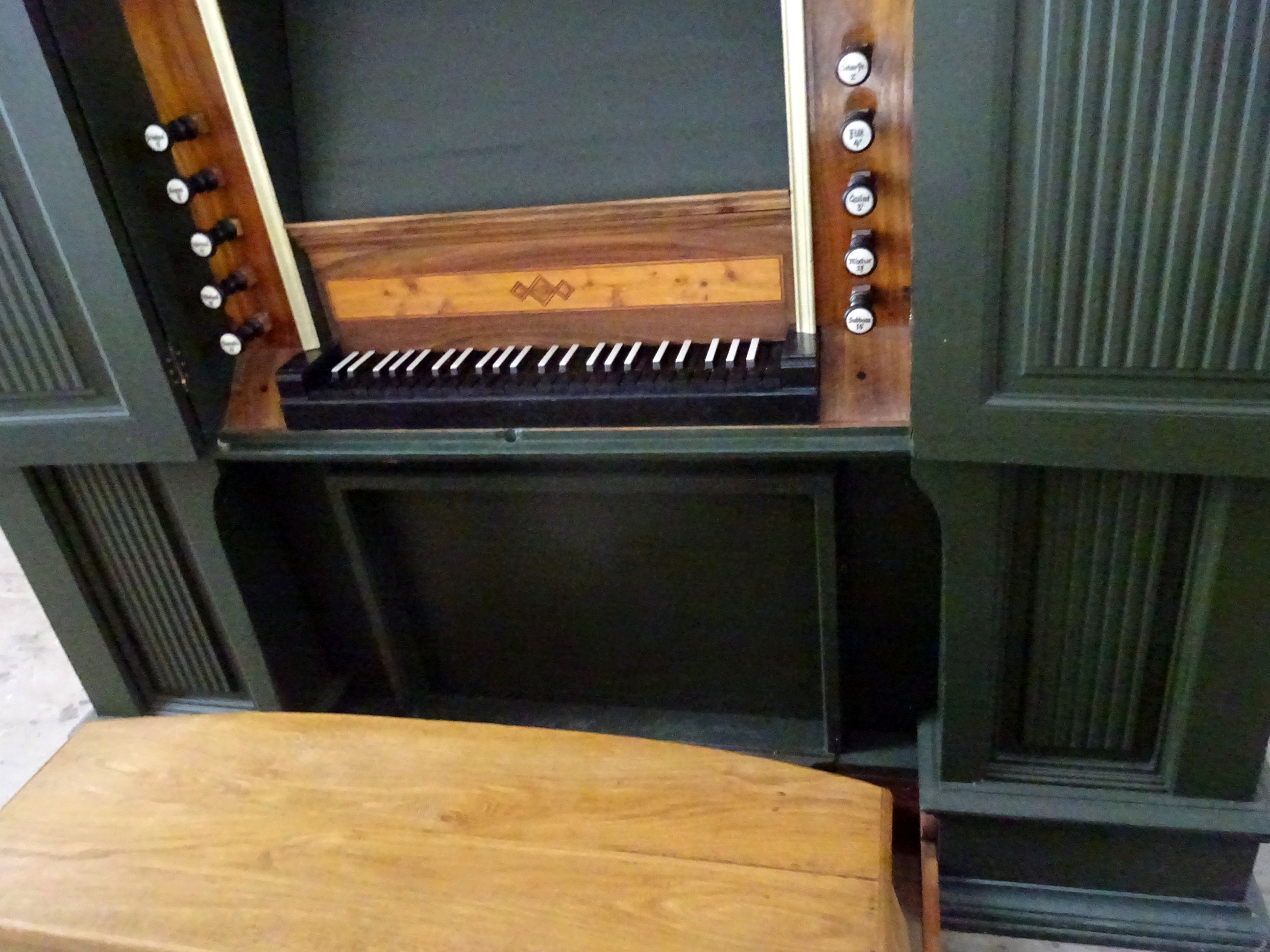
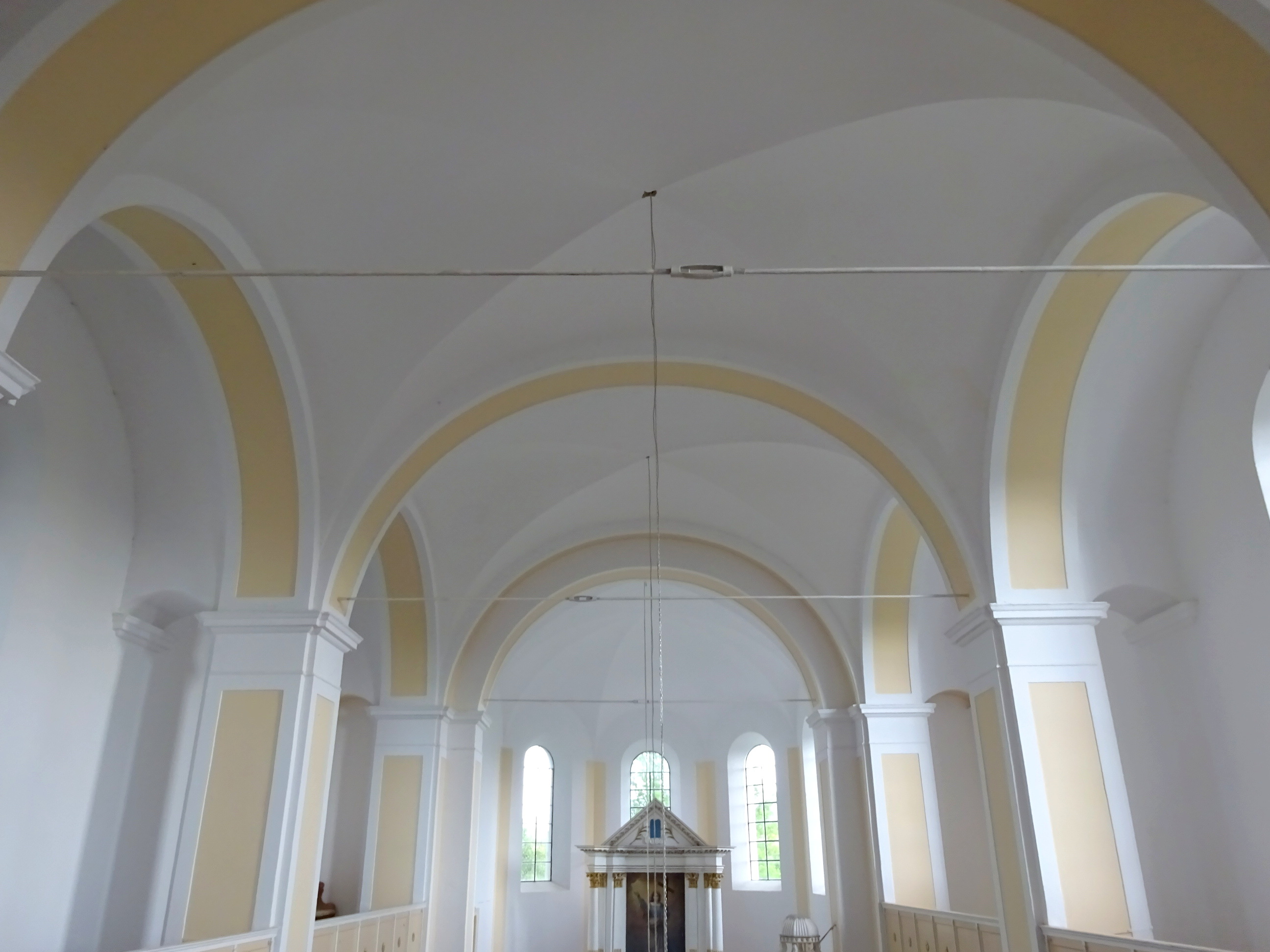
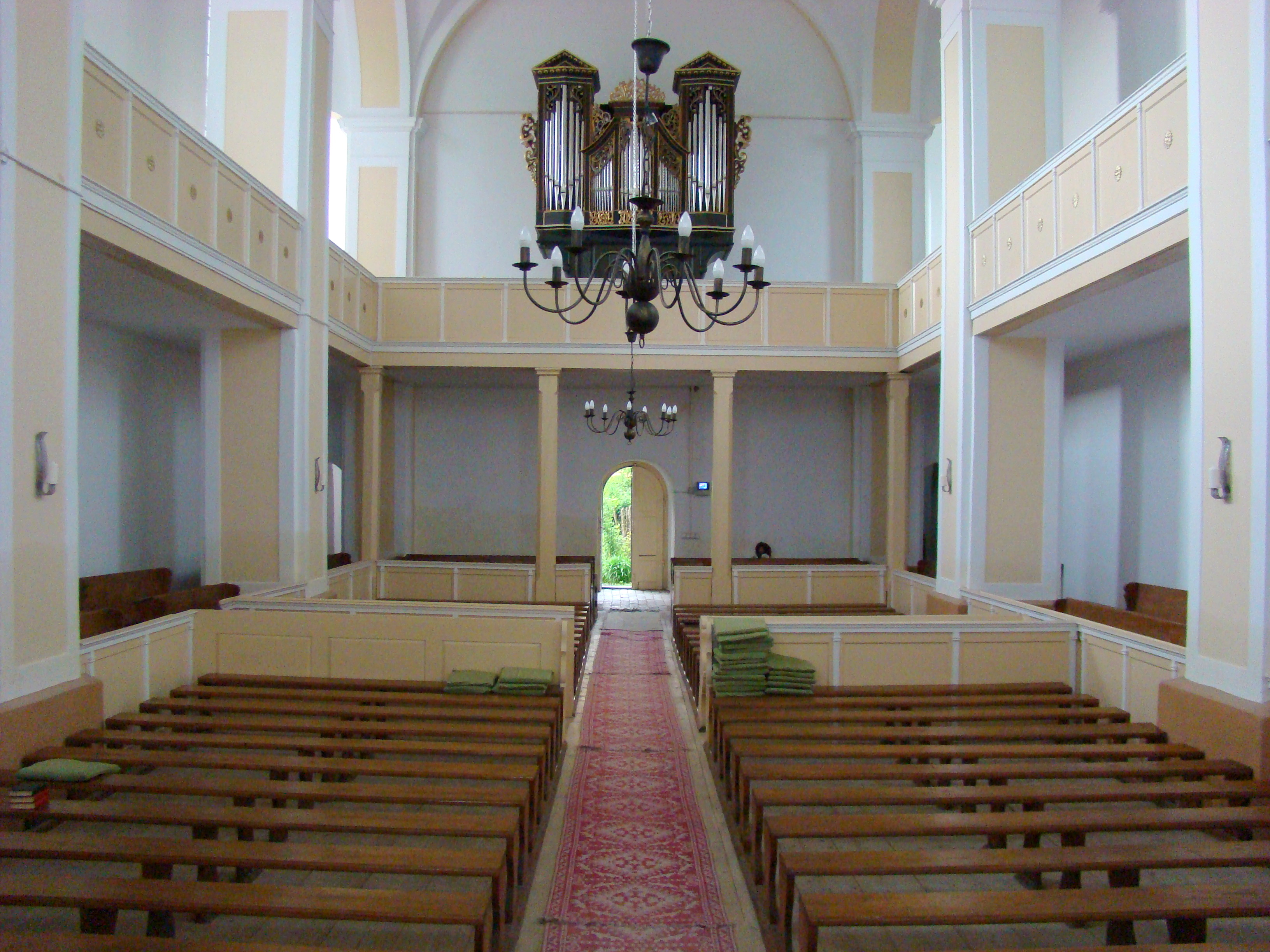

## Vezi și
- Ideciu de Jos, Mureș

## Imagini din exterior

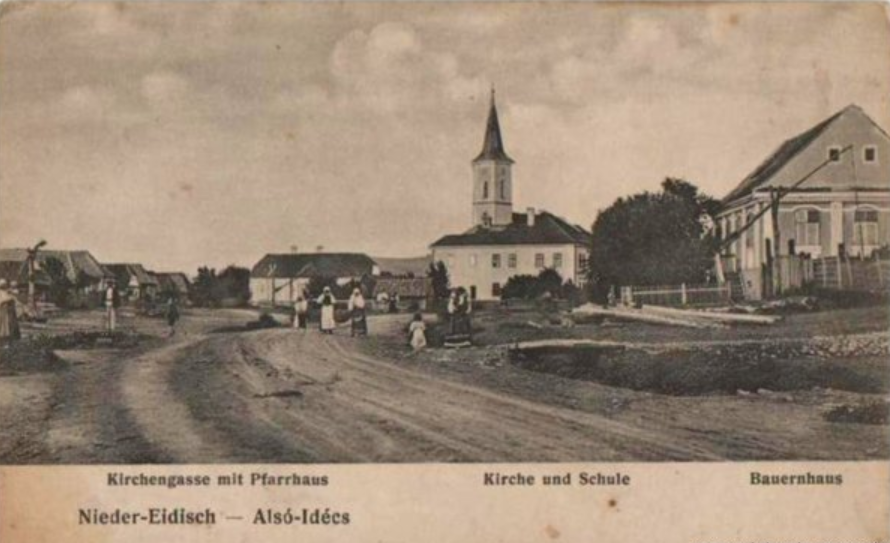
Imagine de epocă
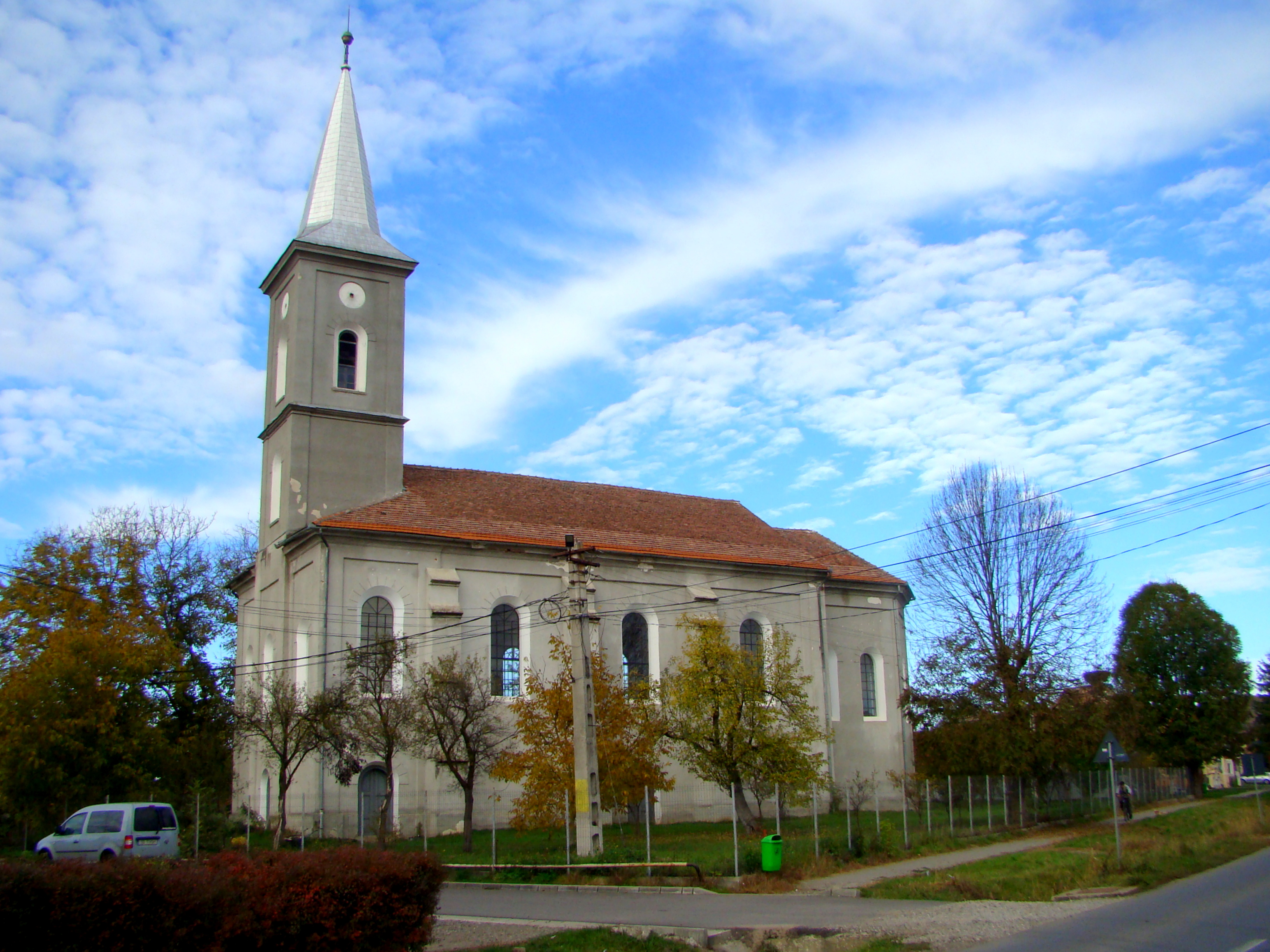
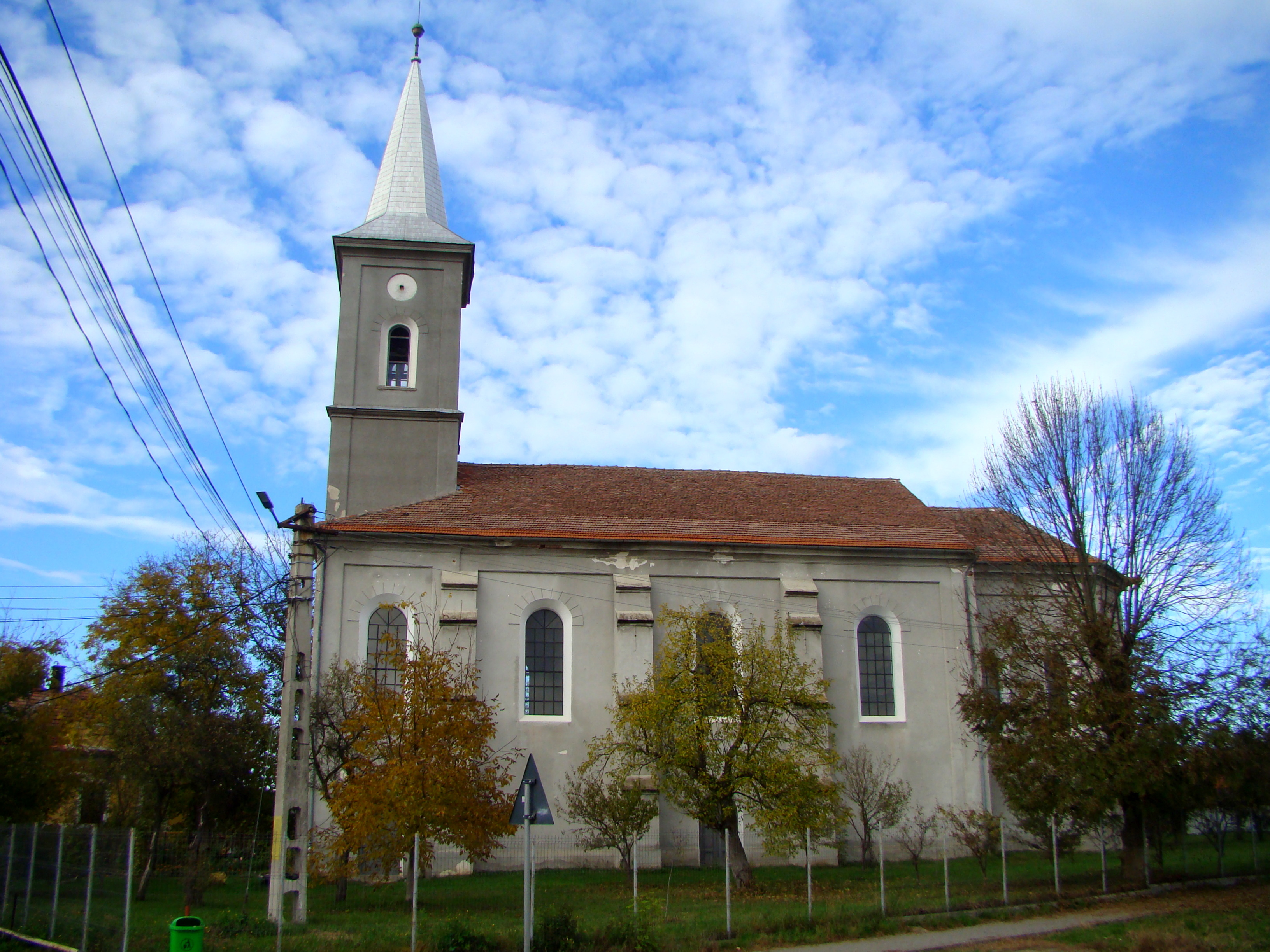
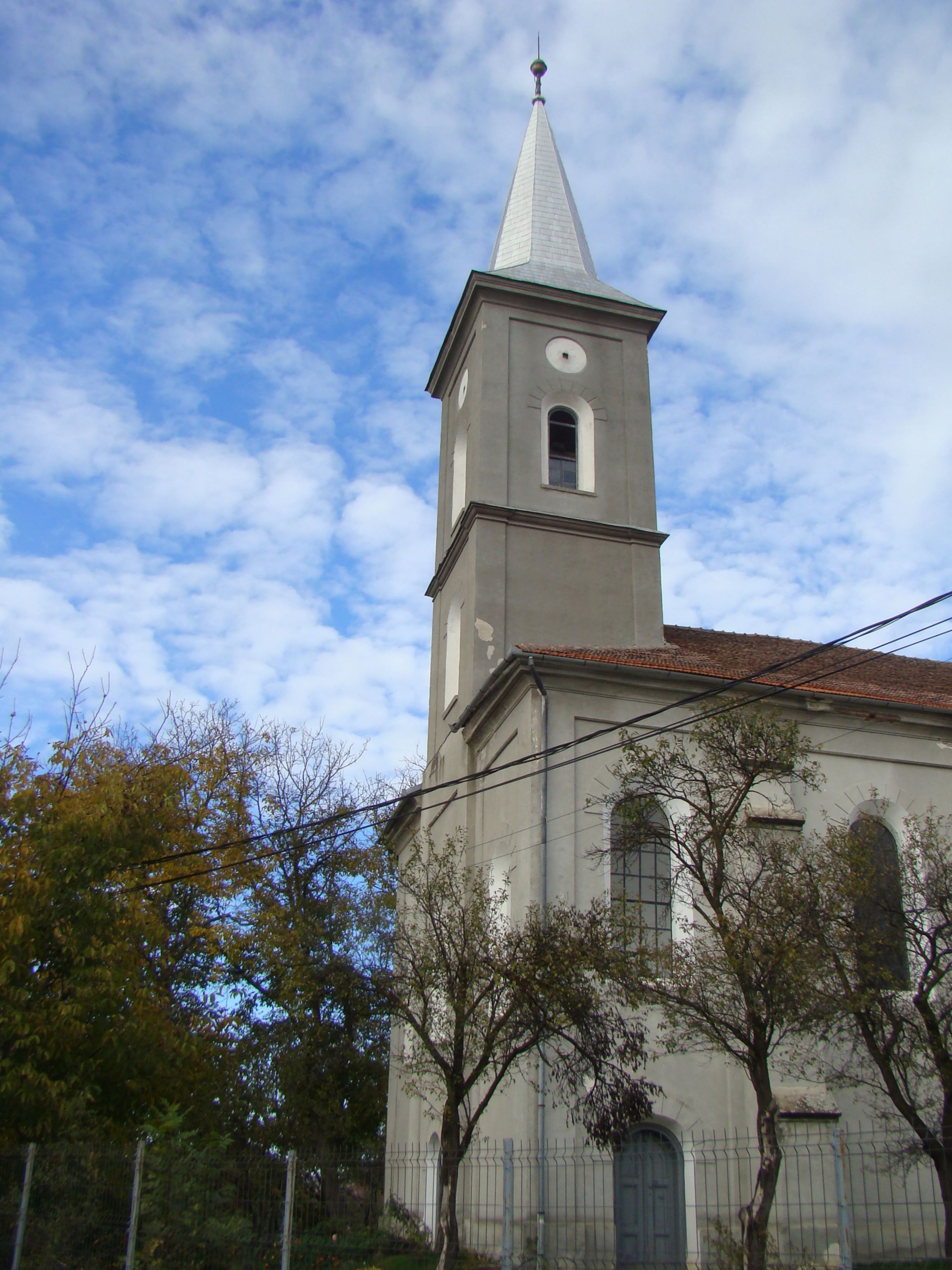
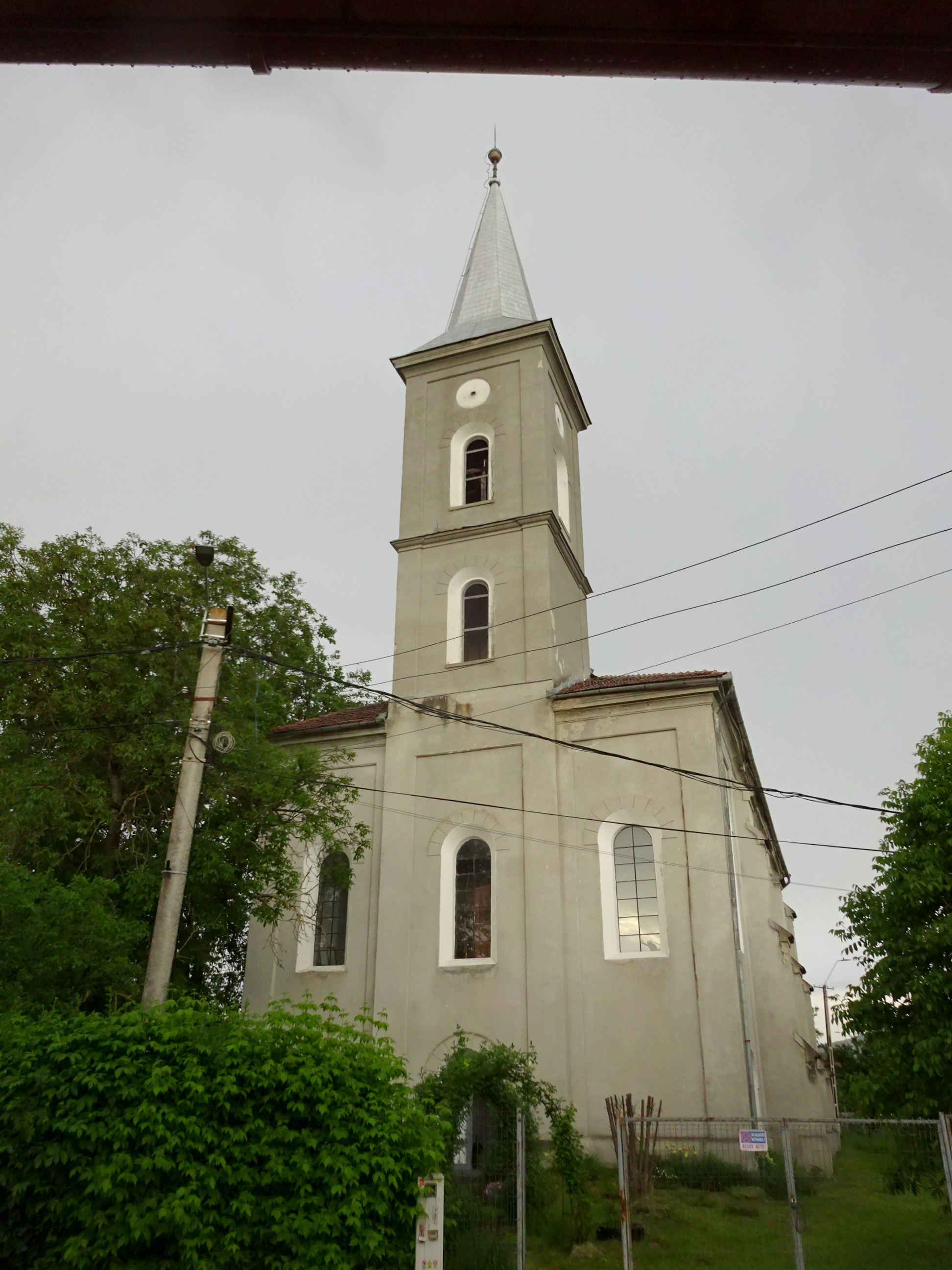
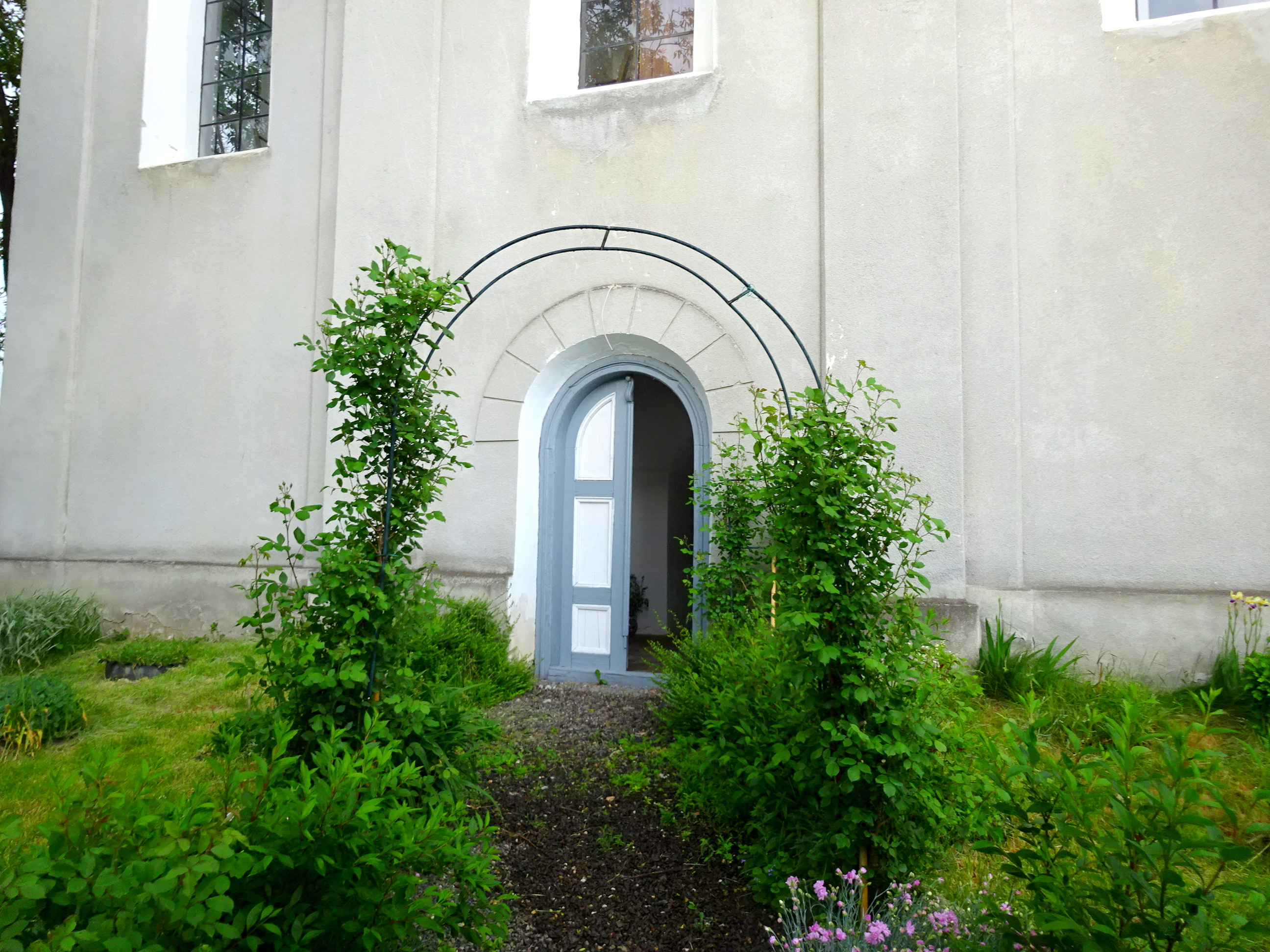
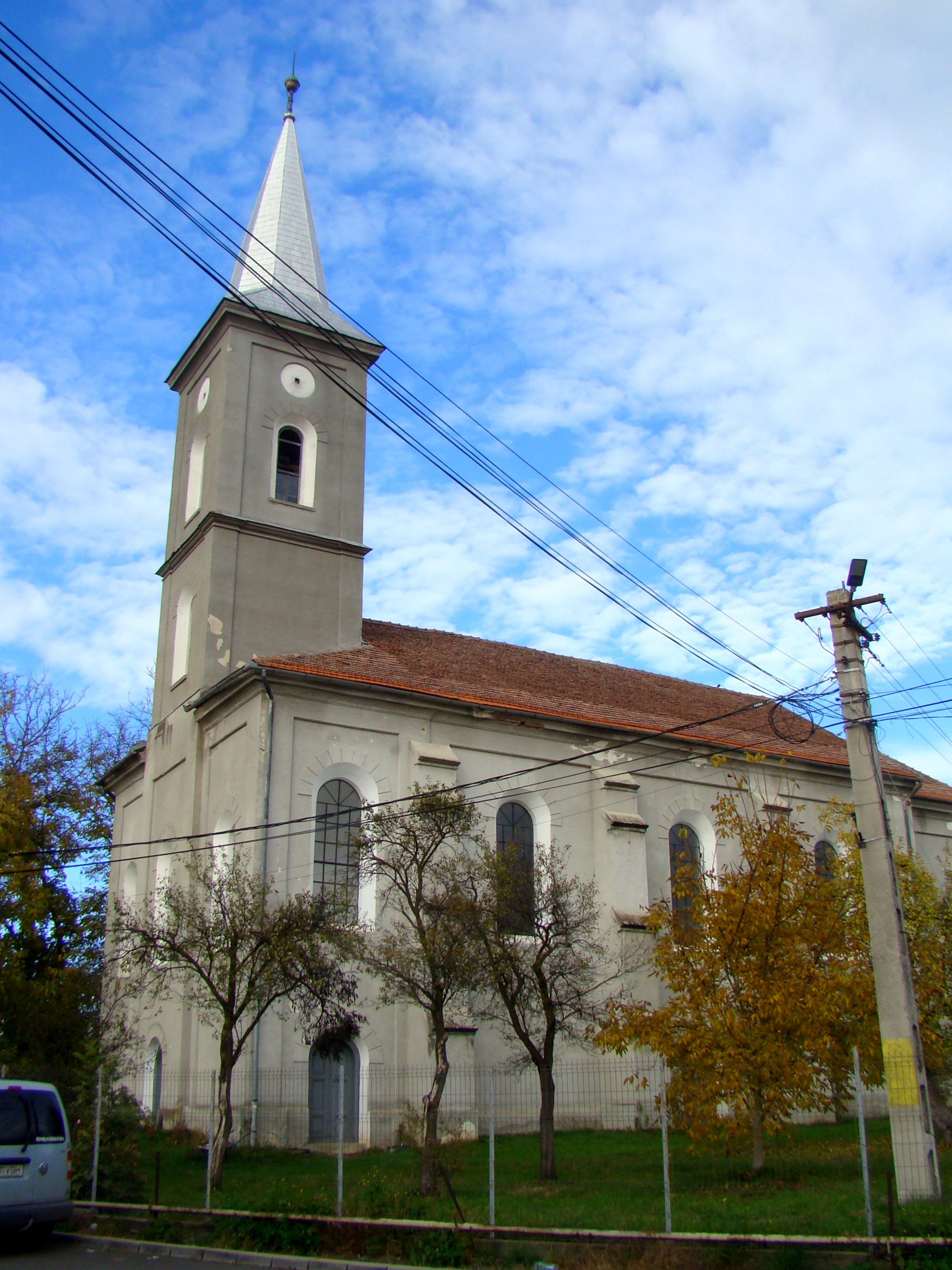
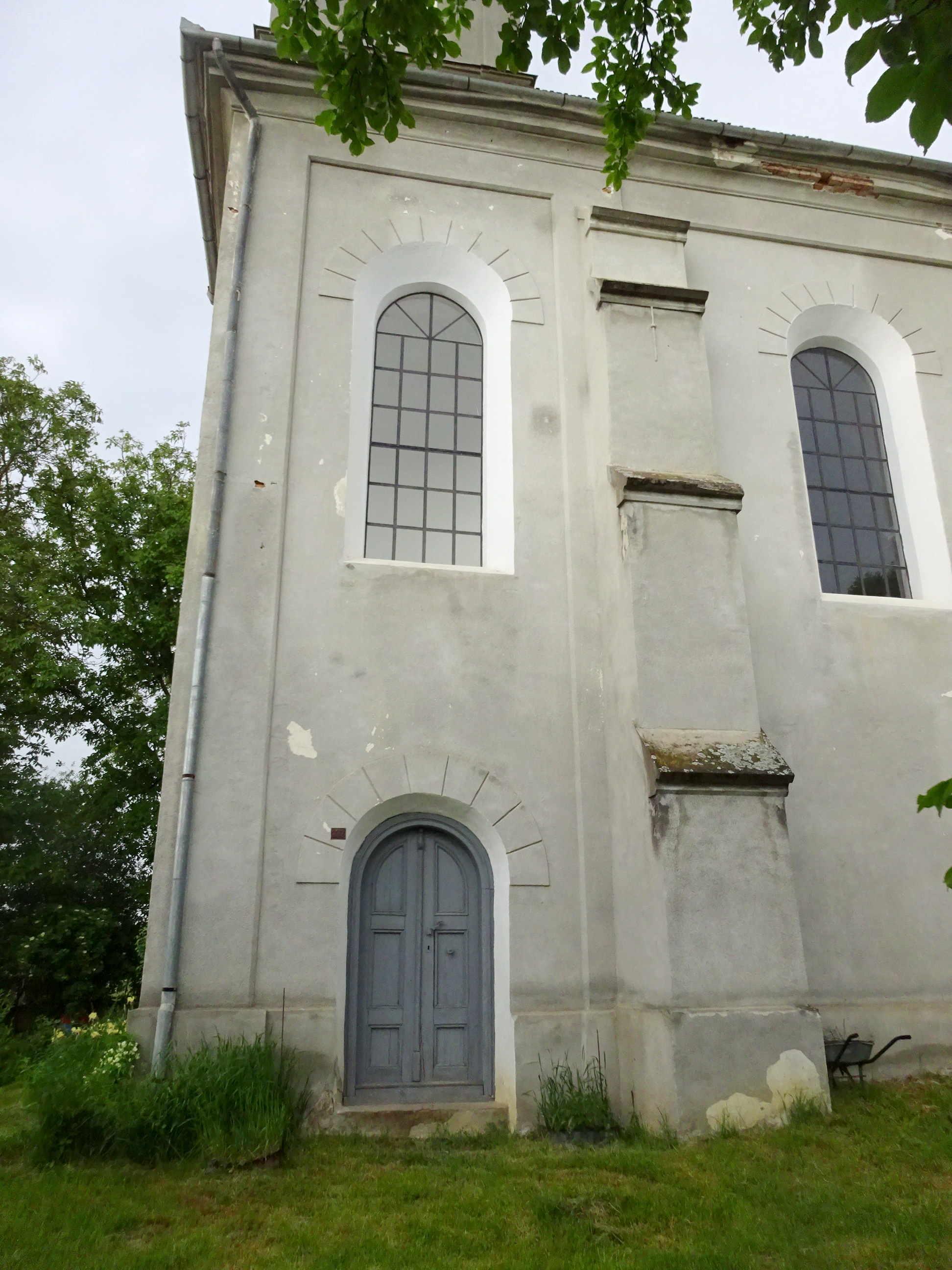
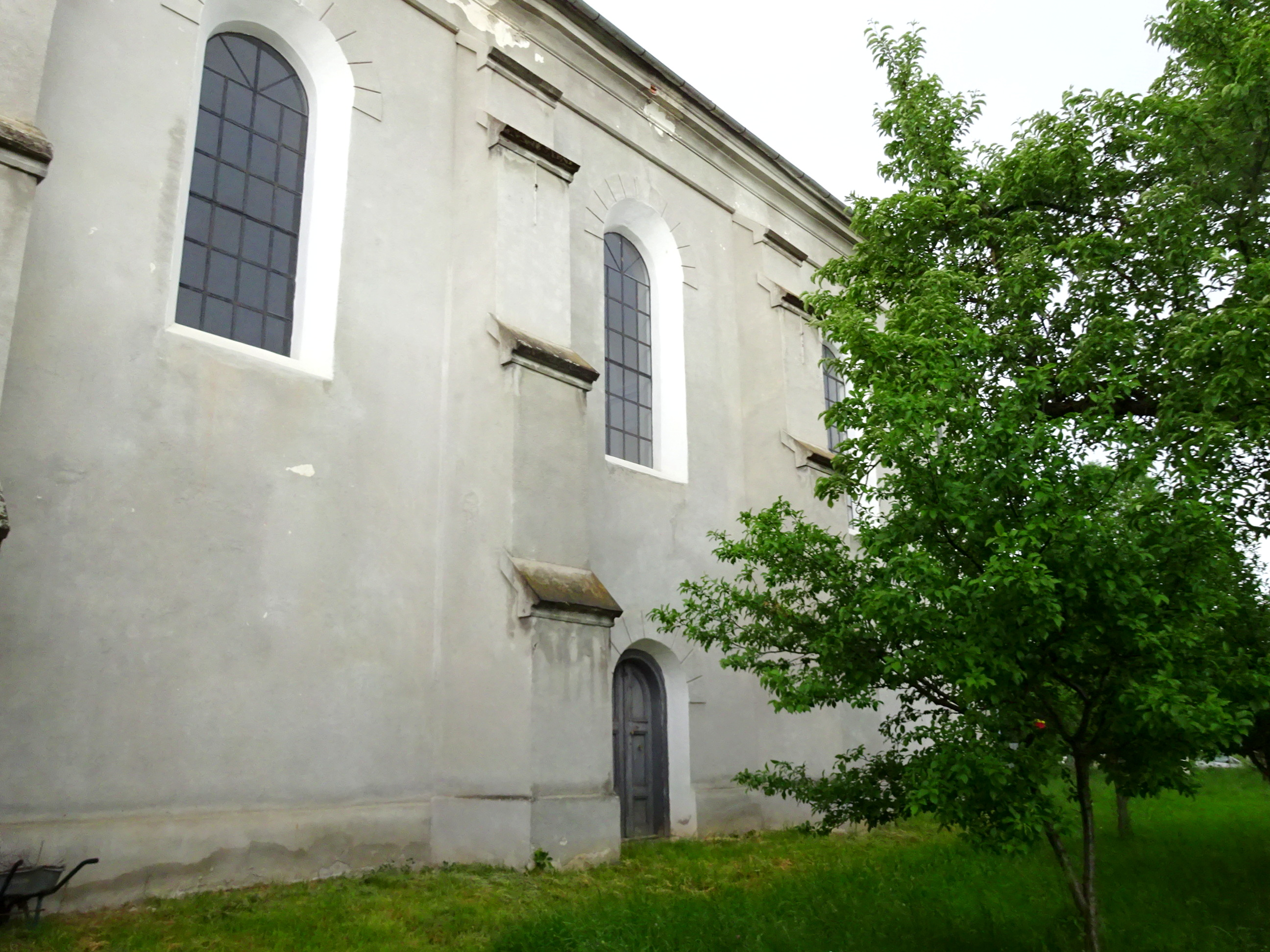
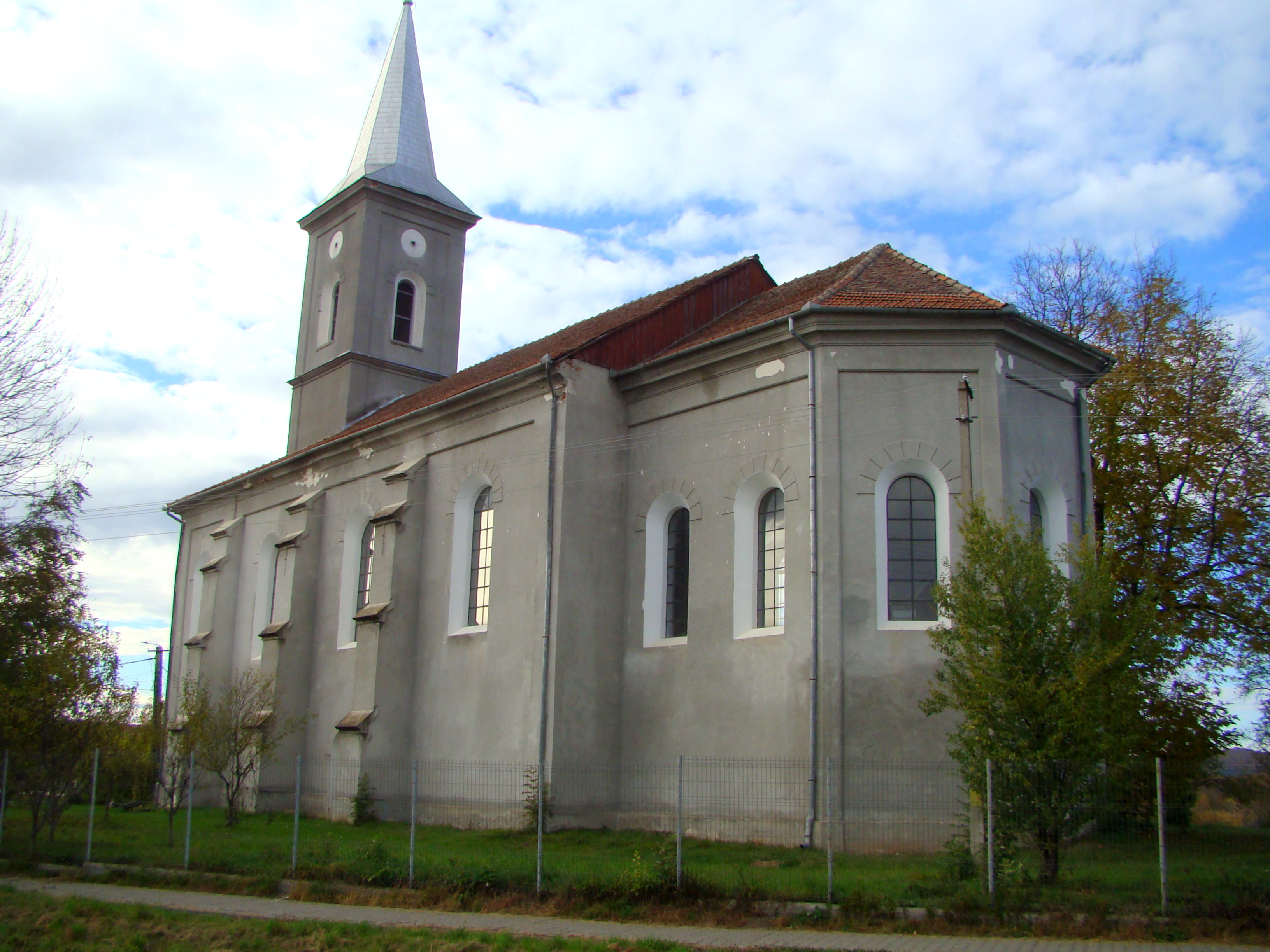